# Bismarck (csatahajó)
A Bismarck Németország egyik csatahajója volt a második világháború során, az első egysége a róla elnevezett Bismarck-osztálynak. Egyetlen testvérhajója a Tirpitz volt. Nevét Otto von Bismarck birodalmi kancellár, a német egység megvalósítója után kapta. 1940. augusztusi szolgálatba állításakor a legnagyobb és legerősebb csatahajónak számított.
Egyetlen harci bevetésére, a Rheinübung hadművelet keretében 1941 májusában került sor. Ennek során a Prinz Eugen nehézcirkáló kíséretében kellett kitörnie az Atlanti-óceánra, hogy ott a Nagy-Britanniába tartó hajóforgalmat támadja. A bevetésre készülő csatahajót Skandinávia partjainál több alkalommal észlelték, és a lehetséges útvonalán a britek több köteléket helyeztek el feltartóztatására. Az Izland és Grönland közötti Dánia-szorosban megtámadta őket a Hood csatacirkáló – az eddig legnagyobbnak számító kapitális hadihajó –, valamint a Prince of Wales, a legújabb brit csatahajó. A németek pontos tüzüknek köszönhetően néhány perc leforgása alatt elsüllyesztették a Hoodot, melynek hátulsó, gyengén védett lőszerraktárát a Bismarck egyik nehézgránátja a levegőbe repítette, majd ezt követően megfutamították a Prince of Wales-t. A Bismarck a tűzharcban három találatot kapott, melyek közül az egyik megrongálta az elülső olajtartályok vezetékeit, így a bevetésről idő előtt vissza kellett térnie.
A Britannia tengeri hatalmát két évtizeden át szimbolizáló Hood elsüllyesztése után a Royal Navy minden elérhető hadihajóját a Bismarck elfogására irányította. Két nappal később a Franciaország irányába tartó csatahajót repülőgép-hordozóról indított torpedóbombázók támadták meg. Az egyik torpedó súlyosan megrongálta a hajó kormánylapátjait, aminek következtében a csatahajó irányíthatatlanná vált. A megbénított Bismarck a helyszínre érkező brit egységekkel másnap reggel felvette a kilátástalan harcot. Két csatahajótól, valamint két nehézcirkálótól számos találatot kapott, és a súlyos sérülések következtében harcképtelenné vált, mire a legénysége elsüllyesztette. A hajó roncsait 1989. június 8-án találta meg a Robert Ballard vezette mélytengeri expedíció 4790 méteres mélységben, és azóta több hasonló expedíciót is tettek hozzá.

## Tervezése és építése
Az első világháborút lezáró versailles-i békeszerződés a Német Birodalom számára csak 10 000 t maximális vízkiszorítású hadihajók építését engedélyezte. Ennek a korlátozásnak a túllépését a szerződés Németország általi 1935. március 16-ai felmondása, illetve e lépést utólag konszolidáló angol–német flottaegyezmény 1935. június 18-ai megkötése tette lehetővé hivatalosan. A britekkel kötött egyezmény révén Németország is építhetett csatahajókat legfeljebb 35 000 t vízkiszorítással, de készültek tervek a német kikötői létesítmények számára még épp kezelhető 42 000 t vízkiszorítású csatahajóhoz is. Miután az újabb haditengerészeti egyezményt 1937-ben Japán és Olaszország nem írta alá, egy záradék értelmében a legnagyobb építhető csatahajók mérete automatikusan 45 000 t-ra módosult. A tervezett új német csatahajó ezen határon belül volt, így a megnövelt paraméterekkel építették azt tovább.
Ebben az időben egyedül Franciaország tűnt lehetséges ellenségnek a tengeren Németország számára, így a németek a legmodernebb francia hajót, a Dunkerque-et vették alapul az új csatahajójuk megtervezésekor. A tervezés során különösen a sebességnek és a páncélvédelemnek tulajdonítottak nagy szerepet.
Az építendő hadihajót a flottánál Ersatz Hannover átmenti névvel látták el, mivel papíron a régi Hannover csatahajó (pre-dreadnought) felváltására szánták. A megbízási szerződésben "Schlachtschiff F" megjelöléssel ellátott hajó gerincét a hamburgi Blohm & Voss hajógyár 9-es sólyáján BV 509-es építési számmal 1936. július 1-én fektették le. A hajótest a felső fedélzet magasságáig 1938 szeptemberére készült el.

### Vízrebocsátása

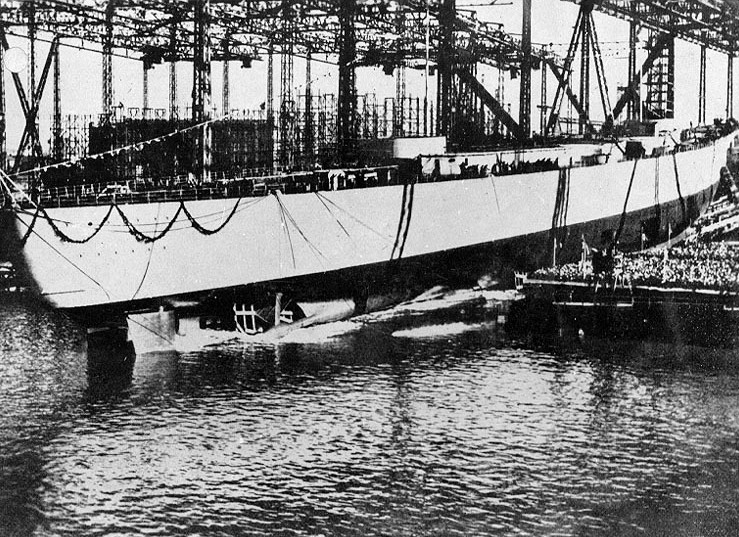
Vízrebocsátása 1939. február 14-én

A 31 hónapnyi munka után elkészült hajótest vízrebocsátására az előirányzott időpontban 1939. február 14-én, egy napsütéses napon került sor mintegy 60 000 érdeklődő jelenlétében. A 13:00-tól kezdődő ünnepség alkalmából a flotta hajói közül az Admiral Scheer, a Nürnberg, a Grille aviso és a 4. torpedónaszád-flottilla három egysége volt jelen a kikötőben. Fényképezőgépeket a vendégek nem hozhattak magukkal, képeket csak hivatalos ügynökségek készíthettek. Adolf Hitler és kísérete a Hamburg nevű jachttal érkezett a gyártelepre, majd a Führer a hajó orránál felállított szónoki emelvényről mondta el beszédét (teljes terjedelmében lásd a Függelékben), melynek pár fő gondolata így hangzott:

„(…) A húsz évvel ezelőtt, a több mint négy éven át folytatott dicsőséges harc után a tengerbe süllyesztett flotta sorsa minket németeket még ma is szíven talál. (…) A nemzetiszocialista forradalom utáni hatodik évben, a mai napon élhetjük meg az új flottánk harmadik és legnagyobb csatahajójának vízrebocsátását. A német nép vezetőjeként [Führereként] és a birodalom kancellárjaként nem tudnék jobb nevet adni neki, mint ama férfiét, aki valódi lovagként félelem és kivetnivalóság nélkül megteremtője volt annak a Német Birodalomnak, melynek újjászületése a legnagyobb szükségből [következett be] és melynek csodálatos gyarapodását a gondviselés immár megengedi.
Német konstruktőrök, mérnökök és hajógyári munkások teremtették e büszke óriás hatalmas hajótestét a tengerre. A német katonák és tisztek, akiket az a megtiszteltetés ér, hogy e hajón szolgálhatnak, legyenek mindig méltók a névadójához! Szálljon át rájuk a vaskancellár szelleme, kísérje minden cselekedetüket a békeidőkben tett boldog útjaikon, vagy ha azonban arra valaha szükség lenne, előttük ragyogva buzdítsa őket a legnehezebb kötelességteljesítés óráiban!
E forró kívánsággal üdvözli a német nép az új csatahajóját, a Bismarckot!”

Közvetlenül a Führer után a Kriegsmarine főparancsnoka, Erich Raeder tengernagy szólalt fel röviden:

„Führerem, német férfiak és asszonyok:

Köszönjük a Führernek, hogy a Harmadik Birodalom haditengerészete ezen új hajójának a Második Birodalom létrehozójának büszke nevét adta. Tisztában vagyunk a kötelességgel, amit ez a név megtestesít és biztosítunk afelől, Führerem, hogy e hajó legénysége és az egész Kriegsmarine engedelmességet esküszik e fontos hivatásnak és felelősségnek az utolsó leheletig.
Kifejezzük mélyről jövő köszönetünket és állhatatos meggyőződésünket Németország jövőjét illetően, rendületlen bizalmunkat Führerünkben, amint ezt kiáltjuk Önnek:
„Führerünknek és a fegyveres erők főparancsnokának, Adolf Hitlernek, Sieg-Heil! Sieg-Heil!  Sieg-Heil!”

A tömeg ujjongásának alábbhagyásával a vaskancellár unokája, Dorothea von Loewenfeld – Wilfried von Loewenfeld altengernagy felesége – végezte el a keresztelést a következő szavakkal:
„A Führer és birodalmi kancellár utasítására Bismarcknak nevezlek el.”
Pár pillanattal később, 13:34-kor az utolsó fékező ékeket is eltávolították és hidraulikus szerkezetek a víz irányába kezdték tolni a hajótestet, miközben a parton felcsendült a német himnusz.
A Bismarck nevet Erich Raeder kérésére adták az új csatahajónak, aki Hamburg városa és a vaskancellár szoros kapcsolatát kívánta kiemelni a névadással. A német egység után ugyanis a város nagy gazdasági fellendülést élt át és hamarosan a legnagyobb német kikötővárossá vált. A kancellár támogatta a német hadiflotta kiépítését és élete utolsó éveit a város melletti Friedrichsruhban (ma Aumühle része) töltötte.

### Felszerelése és próbajáratai
A vízrebocsátási ünnepség után a Bismarckot a hajógyár egyik felszereléshez használt mólójához vontatták, ahol a következő hónapokban folytatták rajta a munkálatokat és beszerelték a belső felszereléseit. Eközben az egyenes hajóorrt egy a klipperekére emlékeztető íves hajóorra, az ún. Atlantikbugra cserélték, hasonlóan a Scharnhorst-osztály egységeihez, miután a Gneisenau csatahajó előzőleg sikerrel teljesítette a próbajáratokat az új orrkialakítással. A felszerelésére 18 hónapban előre meghatározott időtartamot a háború kitörése nem befolyásolta és azt sikerült betartani. 1940 áprilisában érkeztek a legénység első tagjai a hajóhoz. 1940 júniusában egy úszódokkban helyezték el, hogy a hajócsavarjait felszerelhessék és aknák elleni mágneses önvédelmi rendszerrel (Magnetischer Eigenschutz; MES) látták el.

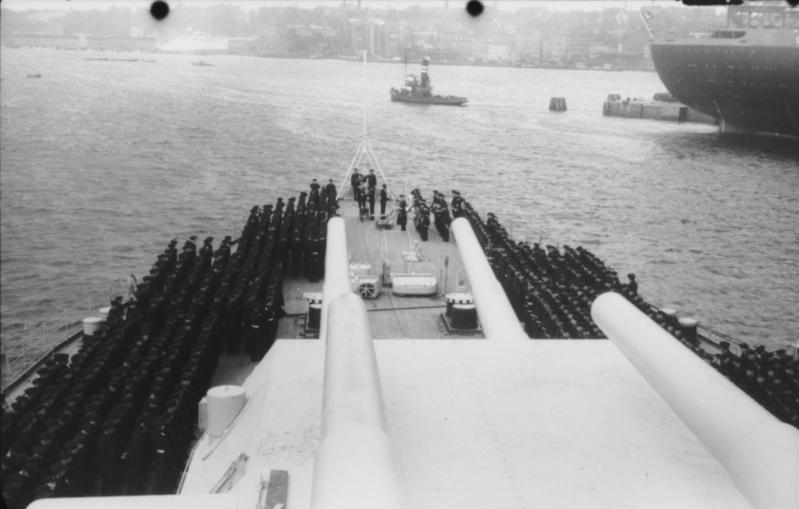
Szolgálatba állítási ünnepség a hajó tatján
(Hamburg, 1940. augusztus 24.)

A szolgálatba állítására 1940. augusztus 24-én került sor, mely során Ernst Lindemann sorhajókapitány, a hajó parancsnoka intézett beszédet a legénységhez (lásd: Függelék). A ceremónia után nem sokkal az éppen vízrebocsátott Vaterland utasszállító nekiütközött a Bismarcknak, de nem okozott benne jelentős károkat.

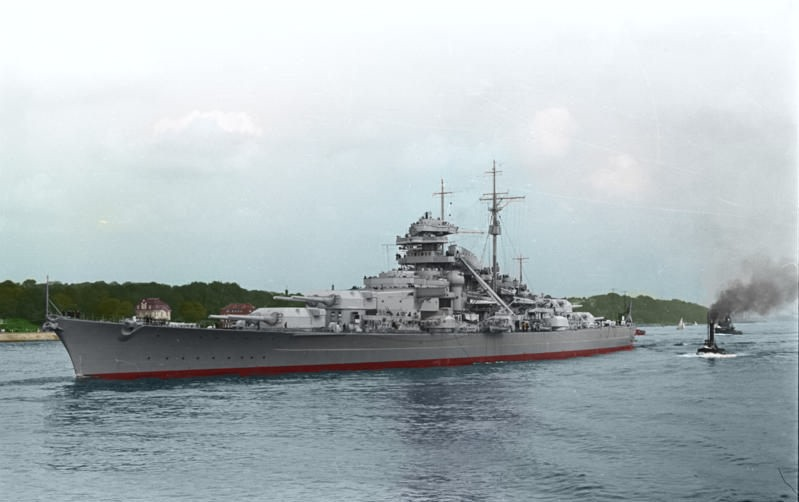
A Bismarck Balkenese előtt a Seefalke és a Seebär vontatóhajókkal a tatjánál (újraszínezett felvétel, 1940)

Három héttel szolgálatba állítása után, 1940. szeptember 15-én hagyta el a csatahajó Hamburgot, hogy a próbajáratai elvégzéséhez áthajózzon a biztonságosabb Balti-tengerre. A Vilmos császár-csatornához érkezve Brunsbüttelnél légvédelmi tüzérsége részt vett egy szeptember 15-16-án éjjel végrehajtott brit légitámadás visszaverésében. A lövegei több mint 300 lövedéket lőttek ki, de találatot nem értek el. A csatornán áthaladva ért Kielbe, ahol szeptember 17-én kötött ki. Innen tíz nappal később a Sperrbrecher 13 „aknazártörő hajó” kísérte az Arkona-fokhoz, majd tovább Gotenhafenig, hogy a Danzigi-öbölben folytathassa a próbajáratokat.
A következő két hónap során a Bismarck számos navigációs gyakorlatot, üzemanyag-fogyasztási és sebességpróbát hajtott végre az öbölben. A mérföldes teszteket (Meilenfahrten) a Pillau közelében lévő Neukrug előtti 65 m mély szakaszon hajtották végre. A teljes sebességgel való haladását október 23-án tesztelték. Az előzetes kalkulációk alapján 138 000 le teljesítményt és 29 csomós végsebességet vártak tőle, azonban a teszt során a hajtóművei elérték a 150 170 LE-t, ami a Bismarck számára 30,1 csomós csúcssebességet tett lehetővé. Ezzel a világ egyik leggyorsabb csatahajója lett és jelentősen gyorsabb bármely brit csatahajónál.
A hajó stabilitásának és kormányozhatóságának vizsgálata során fény derült egy jelentős hiányosságára. Mikor a hajót pusztán a hajócsavarok fordulatszámának változtatásával próbálták irányítani, kiderült, hogy az csak nagy nehézségek árán oldható meg. Még ha csak a külső hajócsavarokat forgatták teljes fordulattal, akkor is csak kis mértékben tudtak kanyarodni a hajóval.
Gotenhafenben október-november folyamán felszerelték rá a két 10,5 m bázistávolságú sztereoszkopikus távmérőjét, egyiket az előárbóc tetejére, a másikat a hátsó felépítmény (az. ún Hütte) tetejére. Közben az eddig hiányos légvédelmi tüzérsége is kiegészült. A hajó hátulsó részén elhelyezendő nyolc 10,5 cm SK C/33 ágyút az új, C37 jelzésű lövegtalpakon helyezték el. November közepén kezdődtek az első tüzérségi gyakorlatok, majd röviddel ezután következtek a lőgyakorlatok.
A Bismarck fő lövegeivel először novemberben hajtottak végre lőpróbákat, melyek során a széles hajótörzs rendkívül stabil alapnak bizonyult a nagy kaliberű fegyverek számára. A Bismarck tüzérsége ennek és a precíz távmérőinek köszönhetően rossz időben is gyorsan, nagy pontossággal tudott célozni, ami nagyon jól megfelelt az Atlanti-óceán északi részére jellemző gyakori látótávolság változásnak, mivel ez gyakran csak közepes harci távolságot tett volna lehetővé. A gyakorlatok során arra törekedtek, hogy lehetőleg már az első sortűzzel célba találjanak.
A próbajáratok decemberig tartottak, melyek vége felé Gotenhafenben Raeder vezértengernagy látogatást tett a hajón, majd a Bismarck december 5-én visszaindult Hamburgba a felszerelésének kisebb változtatásai és kiegészítései végett és 9-én érkezett meg ide a Vilmos császár-csatornán át.

A hajó orrát kétoldalt a Bismarck nemzetség ősi címere díszítette

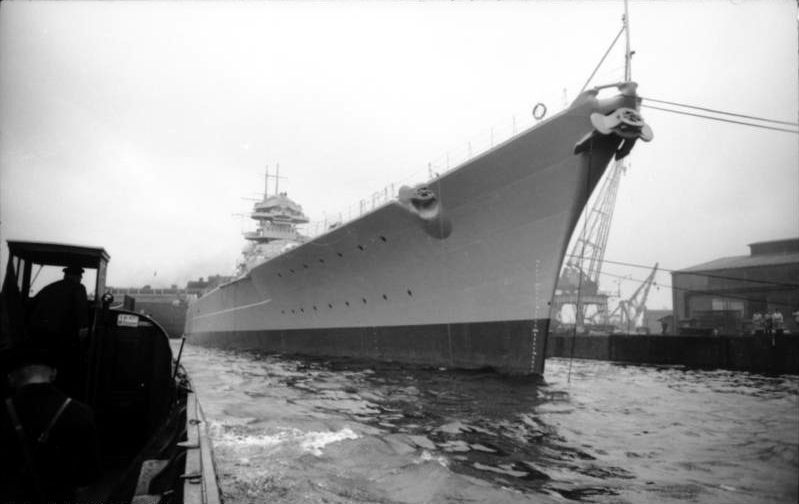
A csatahajó Hamburgban 1940. augusztus 24-én

A Blohm & Voss hajógyárban elvégzett e pár utólagos munkálatot követően, 1941. január 24-én a csatahajót bevetésre alkalmassá nyilvánították. Ezzel a Kriegsmarine szert tett első (tűzerő tekintetében is) teljes értékű csatahajójára. Mivel azonban a Vilmos császár-csatornát egy elsüllyesztett ércszállító átmenetileg járhatatlanná tette, a Bismarck egyelőre nem tudott kifutni harci bevetésre.
A Blohm & Voss gyártelepén időközben több más hadihajón folytak munkálatok, köztük az U 556 tengeralattjárón. E hajó parancsnoka, Herbert Wohlfahrt arra kérte Ernst Lindemannt, hogy a tengeralattjárója szolgálatba állítási ünnepségén a Bismarck zenekara játsszon. Cserébe Wohlfahrt a csatahajó patronálását vállalta és Neptunusz előtt megfogadta, hogy a Bismarckot minden körülmények között támogatni fogja tengeralattjárója. A sors iróniája volt, hogy a Bismarck utolsó csatája előtti estén ez a tengeralattjáró észlelte az Ark Royal repülőgéphordozót, melyről nem sokkal korábban felszálltak azok a torpedóbombázók, melyek a csatahajó kormányművét megrongálták. Mivel azonban nem volt már torpedója, nem indíthatott támadást a rombolókíséret nélkül haladó repülőgép-hordozó ellen. Ennek a tengeralattjárónak adtak parancsot a Bismarck hajónaplójának kimentésére is, miután kiderült, hogy a hidroplánjait nem tudja útnak indítani. Mire azonban a parancs eljutott hozzá, addigra a Bismarck már a hullámsírba merült.
A tervek szerint 1941. január 24-re kellett volna visszatérnie Kielbe, de az utat késleltette egy a Vilmos császár-csatornán elsüllyedt kereskedelmi hajó. A kedvezőtlen időjárás hátráltatta a pórul járt hajó eltávolítását és ezért a Bismarck márciusig nem tudott áthajózni Kielbe. A késlekedés nyugtalanította Lindemannt, aki feljegyezte: „[a Bismarck] öt hétig Hamburgban volt kénytelen várakozni… az ennek eredményeként elveszített értékes időt nem lehet kárpótolni és emiatt a hajó bevetésének jelentős késedelme elkerülhetetlen.”
Míg az áthajózásra várakozott, a Bismarck vendégül látta a fedélzetén Anders Forshellt, a berlini svéd tengerészeti attasét, aki a csatahajó részletes leírásával tért vissza Svédországba. E dokumentumokat a svéd haditengerészet britekkel szimpatizáló elemei kiszivárogtatták. Ez volt az első teljeskörű leírás a csatahajóról, mely a Royal Navy birtokába jutott, bár számos fontos információ hiányzott belőle, mint például a csúcssebesség, a hatótávolság és a vízkiszorítás.
A hosszas várakozás után végül március 6-án a Bismarck megkapta a parancsot a Kielbe való áthajózáshoz. Útja során számos Messerschmitt Bf 109 vadászgép biztosította a levegőből és két felfegyverzett kereskedelmi hajó, valamint egy jégtörő kísérte. Március 8-án 08:45-kor a csatahajó a csatorna déli részén zátonyra futott, melyről egy órán belül el tudott szabadulni. Másnap elérte Kielt, ahol a legénysége feltöltötte a lőszer-, üzemanyag- és egyéb készleteit, valamint álcafestéssel látta el a hajót. Eközben március 12-én brit bombázók eredménytelenül támadták a kikötőt. Március 17-én a jégtörőként alkalmazott Schlesien régi csatahajó (sorhajó) után haladva jutott el Gotenhafenbe, ahol a harci bevetésekre folytatták a felkészülést.
Az új német csatahajó építésének előrehaladását a britek is figyelemmel kísérték. Winston Churchill brit miniszterelnök minden áron késleltetni próbálta a rajta folyó munkálatokat, hogy a két új brit csatahajó (King George V, Prince of Wales) még őelőtte szolgálatba léphessen. 1940 augusztusában a légügyi miniszterétől a felszerelés alatt álló hajó ellen a következőkkel kért bombatámadásokat: „A Bismarck hadrendbe állításában beálló néhány hónapnyi késlekedés is jelentős mértékben befolyással lesz a haditengerészeti erők egyensúlyára.”

### Technikai adatok
Méretei

A Bismarck standard vízkiszorítása 41 700 t, teljes terhelés mellett 50 300 t volt. Teljes hosszúsága 251 m, legnagyobb szélessége 36 m és merülése teljes terhelés mellett 9,9 m volt. Testvérhajójával, az átalakításokkal kissé nehezebb Tirpitz-cel Németország legnagyobb hadihajói voltak, nagyobbak minden más európai csatahajónál, leszámítva a brit Vanguardot, melyet viszont már csak a háború után adtak át. E hajó standard vízkiszorítása ugyan nagyobb volt a Bismarck-osztályénál, de teljes terheléssel már könnyebbnek számított.
Meghajtásáról három Blohm & Voss gőzturbina és 12 olajtüzelésű Wagner nagynyomású gőzkazán gondoskodott, melyek maximálisan 150 170 LE teljesítmény leadására voltak képesek. Ezzel a teljesítménnyel 30,12 csomós csúcssebességet értek el a próbajáratok során. A hajó hatótávolsága 8870 tmf (16 430 km) volt 19 csomós sebesség mellett.
Legénység

A hajón normál körülmények között 103 tiszt és 1962 főnyi sorozott legénység szolgált. A legénység tizenkét 180–220 fős divízióra volt felosztva. Az első hat divízió a hajó fegyvereihez volt beosztva: az 1–4. divízió a fő és másodlagos tüzérség ágyúit, míg az 5. és 6. divízió a légvédelmi fegyverzetet kezelte. A 7. divízióhoz tartoztak a speciális foglalkozású személyek, mint pl. a szakácsok és az ácsok. A 8. divízióba tartoztak a lőszerkezelők. A rádiósok, jelzőszemélyzet és a szállásmesterek alkották a 9. divíziót. Az utolsó három (10–12.) divízióhoz a géptermek személyzete tartozott. Bevetése során a Bismarck fedélzetén tartózkodott a flottatörzs, több zsákmánylegénységként alkalmazható csoport (német: Prisenmannschaft), melyeknek az elfogott kereskedelmi hajók ellenőrzése ill. birtokba vétele volt a feladatuk, és számos haditudósító is. Velük együtt több mint 2200 ember tartózkodott a hajó fedélzetén. Mintegy 200 fő a Karlsruhe korábbi állományából érkezett, mely könnyűcirkáló még a Weserübung hadművelet során veszett oda. A Bismarck személyzete megjelentetett egy újságot Die Schiffsglocke (A hajóharang) címmel. A lap egyetlen kiadását 1941. április 23-án jelentette meg a műszaki részleg vezetője, Gerhard Junack.
Fegyverzet

A Bismarck fő fegyverzete nyolc darab 38 cm SK C/34 jelzésű 38 cm-es, 52 kaliberhosszúságú gyorstüzelő ágyúból állt, melyeket négy lövegtoronyban helyeztek el, a felépítmények előtt és mögött kettőt-kettőt. A tornyokat az ABC kezdő betűi után jelölték meg, így az elülső kettő az Anton illetve Bruno, a hátulsók a Cäsar és Dora neveket kapták.
A másodlagos tüzérség 12 darab 15 cm-es, 55 kaliberhosszúságú gyorstüzelő ágyúból (15 cm SK C/28), a légvédelmi tüzérség 16 darab 10,5 cm-es Flak 38 légvédelmi ágyúból, valamint 16 darab 3,7 cm-es és 12 darab 2 cm-es (Flak 30 ill. 38) légvédelmi gépágyúból állt. A hajó rendelkezett 4 darab Arado 196 hidroplánnal felderítési és légtérmegfigyelési célból. Ezeket a hajó közepén, keresztben elhelyezett kétvégű katapultról bocsáthatták fel. A Bismarckot három FuMO 23 jelzésű keresőradarral (rádiólokátorral) látták el. Ezeket a fő távolságmérők házaira telepítették, így egy volt a hátsó és kettő az elülső felépítményen (az elülső a parancsnoki torony, a hátulsó fent a főárbóc tornyának tetején).
Páncélzat

A Bismarck páncélzatát a kor legmagasabb színvonalú anyagaiból gyártották le, melyeket az első világháborút követően hosszas kísérletezések révén fejlesztettek ki. A páncélzat kialakításakor az Északi-tengeren és az északi Atlanti-óceánon jellemző korlátozott látási viszonyokat vették figyelembe, ami alapján kis és közepes távolságokban vívandó ütközetekkel számoltak. Ennek megfelelően a páncélzat a fő lövegtornyokat, a parancsnoki tornyot és a hajó oldalát a vízvonal mentén védte leginkább, míg a meredeken beérkező lövedékekkel és bombákkal szembeni horizontális védelem viszonylag gyenge volt.
Háromfajta páncéllemezt használtak fel a vértezéséhez.
A KC n/A jelű, újfajta eljárással készült cementált Krupp-acél alkotta a hajó legkritikusabb részeinek páncélzatát, így a páncélöveket és a lövegtornyok elülső részeit. Ezt a króm-molibdén ötvözetű páncélacélt nagy mélységig (41%) cementálták, így rendkívül szilárdságra tett szert.
Az új fejlesztésű Wotan-páncéllemezeknek két fajtáját használták: a Wotan hartot és a Wotan weichot („Wotan kemény” ill. „Wotan lágy”.) Wotan hart páncéllemezeket használtak a fedélzetek páncélozására, míg a rugalmasabb Wotan weich a torpedóválaszfalak anyaga volt.
A hajó páncélzata a fő páncélöv mentén 320 mm vastag volt. A hajó fedélzetét egy 50 mm vastag felső és egy alatta két fedélzettel kialakított 80–120 mm vastag (Wh) páncélfedélzet védte. A nehéztüzérség lövegtornyainak elülső függőleges páncéllemeze 360 mm, oldala 220 mm, döntött homloklemeze 180 mm vastagságú volt.

## UnternehmenRheinübung

### Hadműveleti tervek

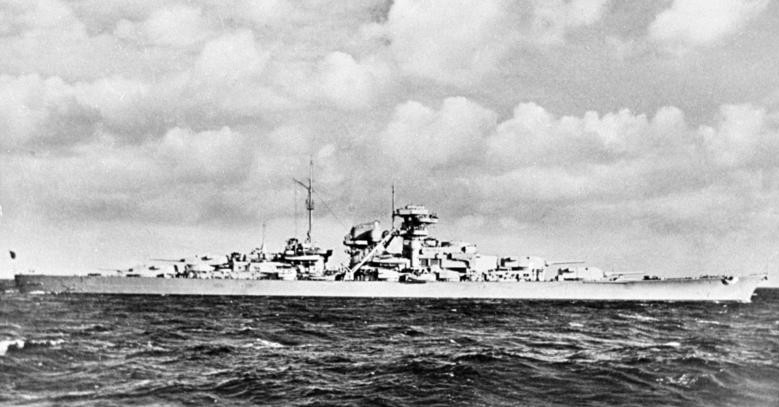
A Bismarck a próbaútjai során
– még a távmérők nélkül

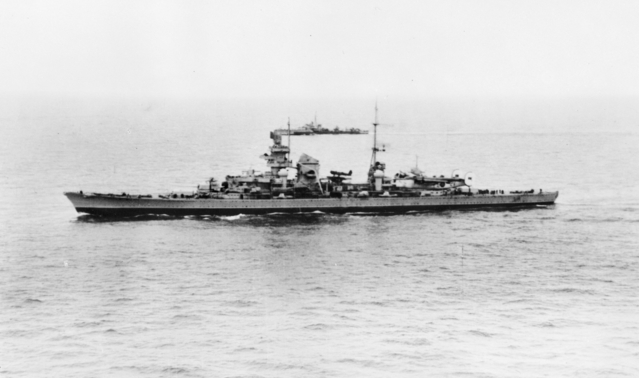
A Prinz Eugen 1945 májusában

Erich Raeder vezértengernagy vezetése alatt a haditengerészet főparancsnoksága (OKM – Oberkommando der Marine) folytatni kívánta a nagy felszíni hajókkal folytatott kereskedelmi háborút az Atlanti-óceánon. A két Scharnhorst-osztályú csatahajó ekkor a Bretagne-félszigeten lévő Brestben állomásozott, miután visszatértek az Atlanti-óceánon végrehajtott Berlin hadműveletről. Az előzetes tervek szerint a hadműveletet az április 25-ike körüli kedvező viszonyokat biztosító újhold idején kellett volna megindítani. A Bismarck és a Tirpitz a Balti-tengerről indult volna útnak és az Atlanti-óceánon találkozott volna a két Scharnhorst-osztályú csatahajóval.
A Tirpitz azonban várhatóan csak ősszel érhette el a bevethetőséghez szükséges szintet, míg a Gneisenaut időközben Brestben torpedótalálat érte és szárazdokkban való javításakor több bombatalálat is megrongálta, a Scharnhorstnak pedig a kazánjain kellett végrehajtani nagyjavításokat a Berlin hadművelet után. A kazánok azonban a vártnál rosszabb állapotban voltak, így végül ez az egység sem vehetett részt a tervezett hadműveletben. A kieli raktárak elleni brit bombatámadások késleltették az Admiral Scheer és Admiral Hipper nehézcirkálókon végzett javításokat, ami miatt ők sem lehettek bevethetők július vagy augusztus előtt.
A hadművelet vezetésével megbízott Günther Lütjens altengernagy, aki a flotta parancsnoka (Flottenchef) volt, szerette volna elérni, hogy legalább a Scharnhorst vagy a Tirpitz hadrafoghatóságát várják meg, de az OKM a Rheinübung kódnevű hadművelet késedelem nélküli végrehajtása mellett döntött. Így azonban a Bismarck mellett csak a Prinz Eugen nehézcirkáló vehetett abban részt. Április 26-án Párizsban az utolsó megbeszélésükkor Raeder meggyőzte Lütjenst a hadművelet végrehajtásának szükségességéről és ez után úgy döntött, hogy azt a lehető leghamarabb meg kell indítani, nem hagyva így időt az ellenségnek a pihenésre.
1941. május 5-én Hitler és Wilhelm Keitel, az OKW vezetője nagyszámú kísérettel érkezett Gotenhafenbe, hogy megszemléljék a Bismarckot és a Tirpitzet. A Führer a Bismarck fedélzetén tett hosszabb látogatás alkalmával megvitatta Lütjensszel a csatahajó alkalmazhatósági lehetőségeit, de Lütjens – a szemlétől rendhagyó módon távolmaradó Raeder kifejezett kérésére – arról nem tett említést, hogy egy atlanti hadművelet végrehajtására már konkrét parancsai vannak kitűzött időpontokkal. Raeder számára ugyanis nyilvánvaló volt, hogy a Barbarossa hadművelet megindításával a flotta háttérbe fog szorulni, ezért még a keleti hadjárat előtt szeretett volna sikert felmutatni a Rheinübung révén, és nem akarta, hogy Hitler esetleg lefújja a küldetést a nagy kockázat miatt.
Május 16-án Lütjens jelentette, hogy a Bismarck és a Prinz Eugen felkészült a Rheinübung hadművelet végrehajtására. A műveleti terv szerint 18 ellátóhajó támogatta volna a hadihajókat. Négy tengeralattjárót állítottak a kanadai Halifax és Nagy-Britannia közötti kereskedelmi útvonalon haladó konvojok felderítésére, amivel meghatározhatták a célpontokat a felszíni hadihajók számára.
Mivel eddig nem találkoztak rádiólokátorokkal felszerelt ellenséges hajókkal, ezért ezek használatával most sem számoltak a britek részéről. Amennyiben ellenséges cirkálók felfedezték volna őket, a hadműveletet nem kellett megszakítani. Egy ilyen lépés szükségességét a korábbi tapasztalatok sem támasztották alá, mivel a Hipper és az Admiral Scheer is észlelt ellenséges cirkálókat az óceánra való kitörése közben, de ez számukra sem okozott problémákat. (lásd: Rheinübung hadműveleti parancsai (angol))

### A hadművelet megindítása

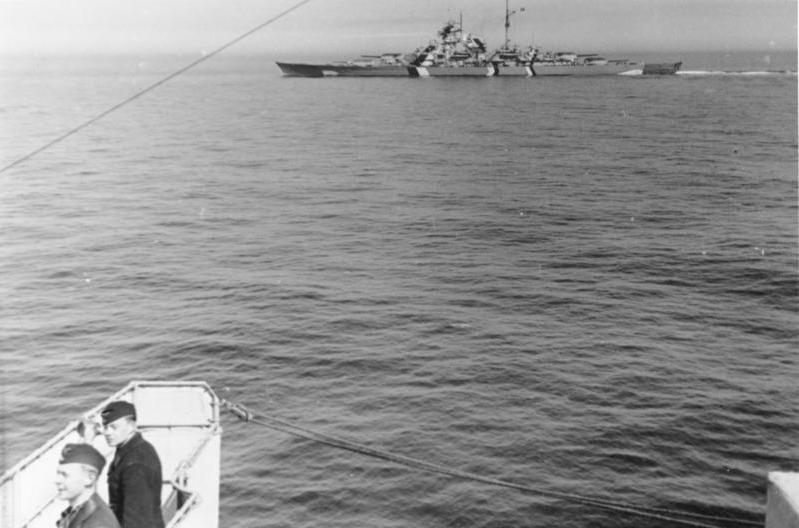
A Bismarck a Prinz Eugen fedélzetéről fényképezve még a Balti-tengeren, a Rheinübung kezdetén

A hadműveletet hivatalosan 1941. május 18-án, 11:30-kor indították meg. Eddigre a Bismarckon tartózkodók száma 2221-re nőtt. A mintegy 65 fős tengernagyi törzs mellett a fedélzetre érkezett egy propagandastáb és egy zsákmánylegénységnek (Prisenmannschaft) szánt, 80 tengerészből álló csapat, akik a feltartóztatott kereskedelmi hajókat foglalták volna le és lehetőség szerint német kézen lévő kikötőkbe irányították volna őket. Május 19-én 02:00-kor a Bismarck elhagyta Gotenhafent a Dán szorosok irányába. 11:25-kor az Arkona-foknál csatlakozott hozzá a Prinz Eugen. Útjuk során három romboló – a Hans Lody, a Friedrich Eckoldt és a Z 23 – valamint egy aknaszedő flottilla kísérte őket. A német vizeken a Luftwaffe vadászgépei biztosították a hadihajókat. Május 20-án dél körül Lindemann a hangosbemondón keresztül értesítette a hajó legénységét a küldetésük céljáról. Nagyjából ugyanekkor egy 10-12 gépből álló, járőrözést végző svéd repülőkötelék észlelte a német flottillát és jelentette annak összetételét és irányát. A németek nem észlelték a svéd repülőgépeket.
Egy órával később a német hajók találkoztak a svéd Gotland cirkálóval, mely két órán át követte őket a Kattegat vizein. A Gotland főhadiszállásnak leadott jelentésében pontos leírást adott a német kötelékről: "Két nagy hadihajó, három romboló, öt kísérőhajó és 10-12 repülőgép haladt el Marstrand előtt 205°/20' irányt tartva." Az OKM nem aggódott a Gotland jelentette biztonsági kockázat miatt, bár Lütjens és Lindemann is meg volt győződve arról, hogy a hadművelet általa elveszítette titkosságát. A jelentés eljutott Henry Denhamhez, a svédországi brit tengerészeti attaséhoz, aki továbbította azt a brit admiralitásnak. A Bletchley Park kódfejtői is megerősítették, hogy egy Atlanti-óceánon végrehajtandó újabb német portyázás küszöbön áll, miután megfejtettek olyan jelentéseket, melyek szerint a Bismarck és a Prinz Eugen plusz személyzetet (a Prisenmannschaftokat) vett a fedélzetére és további hajózási térképeket kért a főhadiszállástól. Ezek hatására egy pár Supermarine Spitfire repülőgépet küldtek ki a norvég partokhoz a flottilla felkutatására.

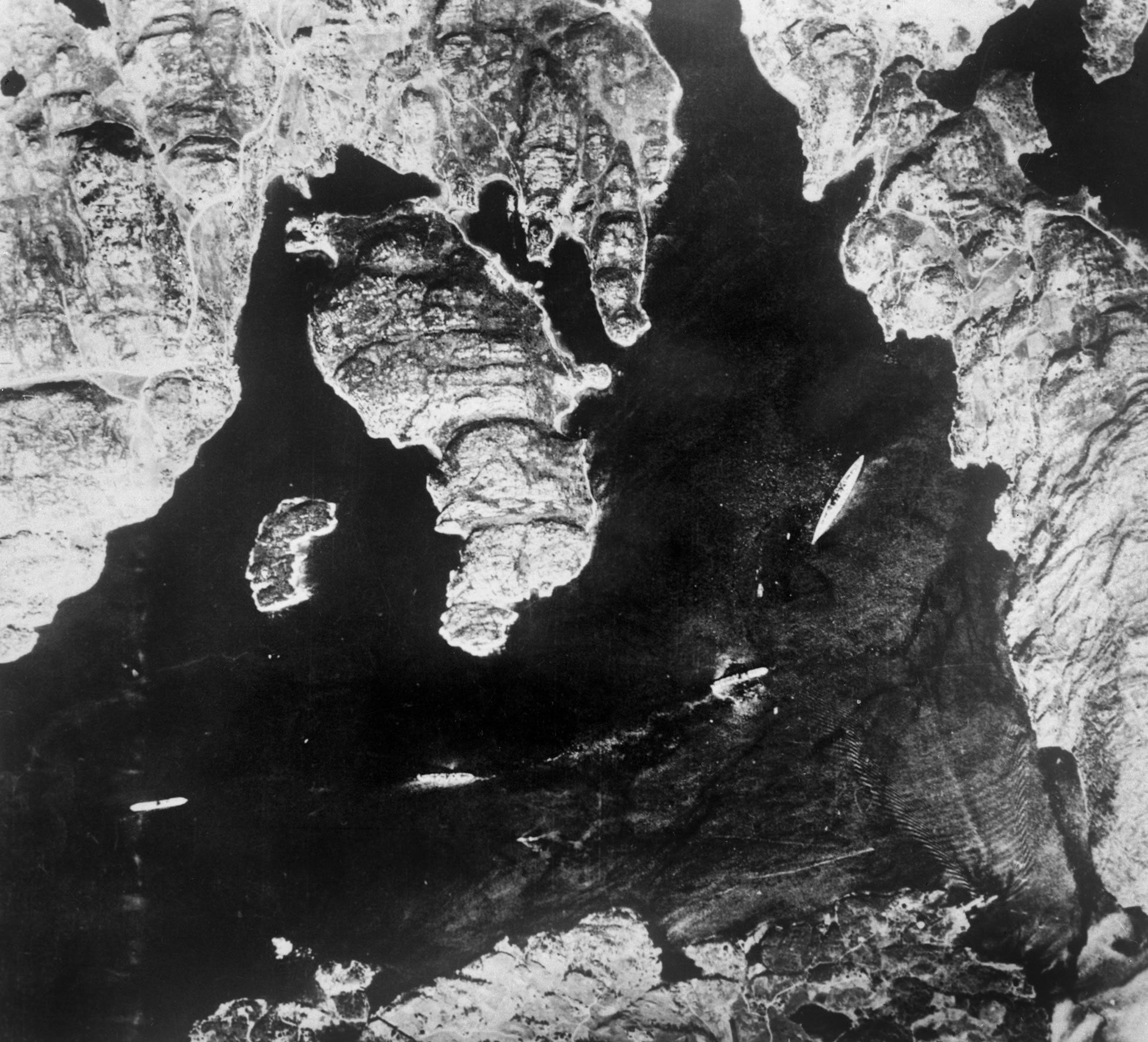
Brit felderítőgép által készített fotó a norvég vizeken horgonyzó Bismarckról (jobb oldalon)
(1941. május 21.)

A német légi felderítés jelezte, hogy egy repülőgép-hordozó, három csatahajó és négy cirkáló maradt horgonyozva Scapa Flow-ban, ami azt bizonyította Lütjens számára, hogy a britek nem tudnak a tervezett akcióról. Május 20-án este a Bismarck és a flottilla többi része elérte a norvég partokat. Az aknaszedők ekkor kiváltak a kötelékből, a két portyázó és a rombolókíséretük pedig folytatta az útját északnak. Másnap reggel a Prinz Eugen fedélzetén lévő rádiólehallgatók elfogtak egy brit rádióüzenetet, melyben felderítőgépeknek adtak parancsot a norvég partok mentén északnak haladó két csatahajó és három romboló felkutatására. 21-én 07:00-kor a németek négy azonosítatlan repülőgépet észleltek, melyek hamar eltűntek szem elől. Röviddel 12:00 után a flottilla elérte Bergent és horgonyt vetett a Grimstad-fjordban, ahol a legénység a Balti-tengeren alkalmazott mintázatot átfestette az Atlanti-óceánon használatos szürke (Außenbordgrau) színre.
Norvégiai tartózkodása idején a Bismarck felett folyamatosan egy Bf 109-es pár körözött egy esetleges brit légitámadás elhárítása céljából, azonban Michael Suckling Spitfire-pilótának sikerült közvetlenül a flottilla fölé kerülnie gépével 8000 méteres magasságban és fényképet készítenie a csatahajóról és a kíséretéről.
Az információ kézhezvétele után John Tovey tengernagy a Hood csatacirkálót és az újonnan átadott Prince of Wales csatahajót hat romboló kíséretében a Dánia-szorosban járőröző Wake-Walker ellentengernagy két nehézcirkálójának (zászlóshajója a Norfolk illetve a (Suffolk) támogatására küldte Lancelot Holland tengernagy vezetésével. A brit Honi Flotta (Home Fleet) Scapa Flow-ban állomásozó többi részének ezzel egyidőben magas készültségi fokot rendelt el. A német kötelék megtámadására 18 bombázót küldtek ki, de a fjord felett időközben kedvezőtlenné vált az időjárás és emiatt nem tudtak rájuk találni. A Bismarck nem töltötte fel az üzemanyagkészleteit Norvégiában, mivel a hadműveleti parancsai ezt nem írták neki elő. A teljes kapacitásánál 200 tonnával kevesebb üzemanyaggal hagyta el Gotenhafent és mire elhagyta Norvégiát már 1000 tonnát felhasznált. A Prinz Eugen 764 tonna üzemanyagot vételezett Norvégiában. Május 21-én 19:30-kor a Bismarck, a Prinz Eugen és a három romboló elhagyta Bergent.
Éjfélkor, mikor a kötelék már a nyílt tengeren hajózott a Jeges-tenger irányába, Raeder értesítette Hitlert a hadműveletről, melyhez az csak vonakodva járult hozzá. Május 22-én 04:14-kor a Trondheim előtt elhaladó kötelékből kivált a három kísérő romboló. 12:00 körül Lütjens a két hajójával a Dánia-szoros felé vette az irányt, hogy azon keresztül kísérelje meg a kitörést az Atlanti-óceánra.

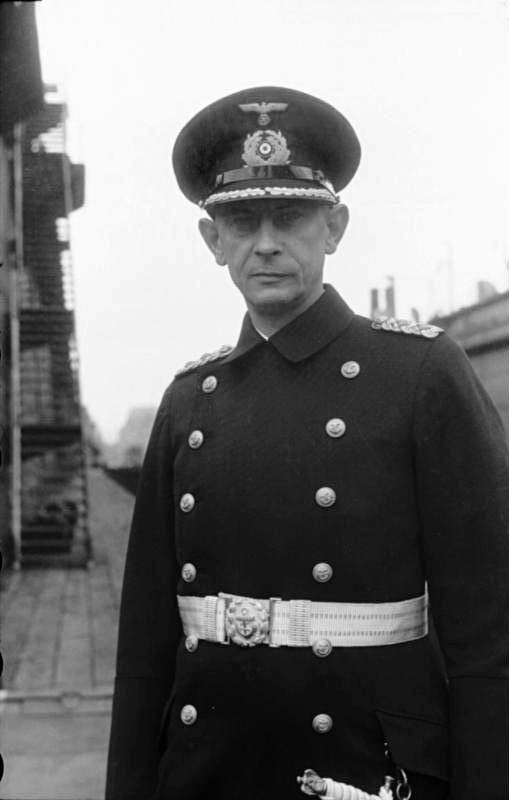
Ernst Lindemann sorhajókapitány

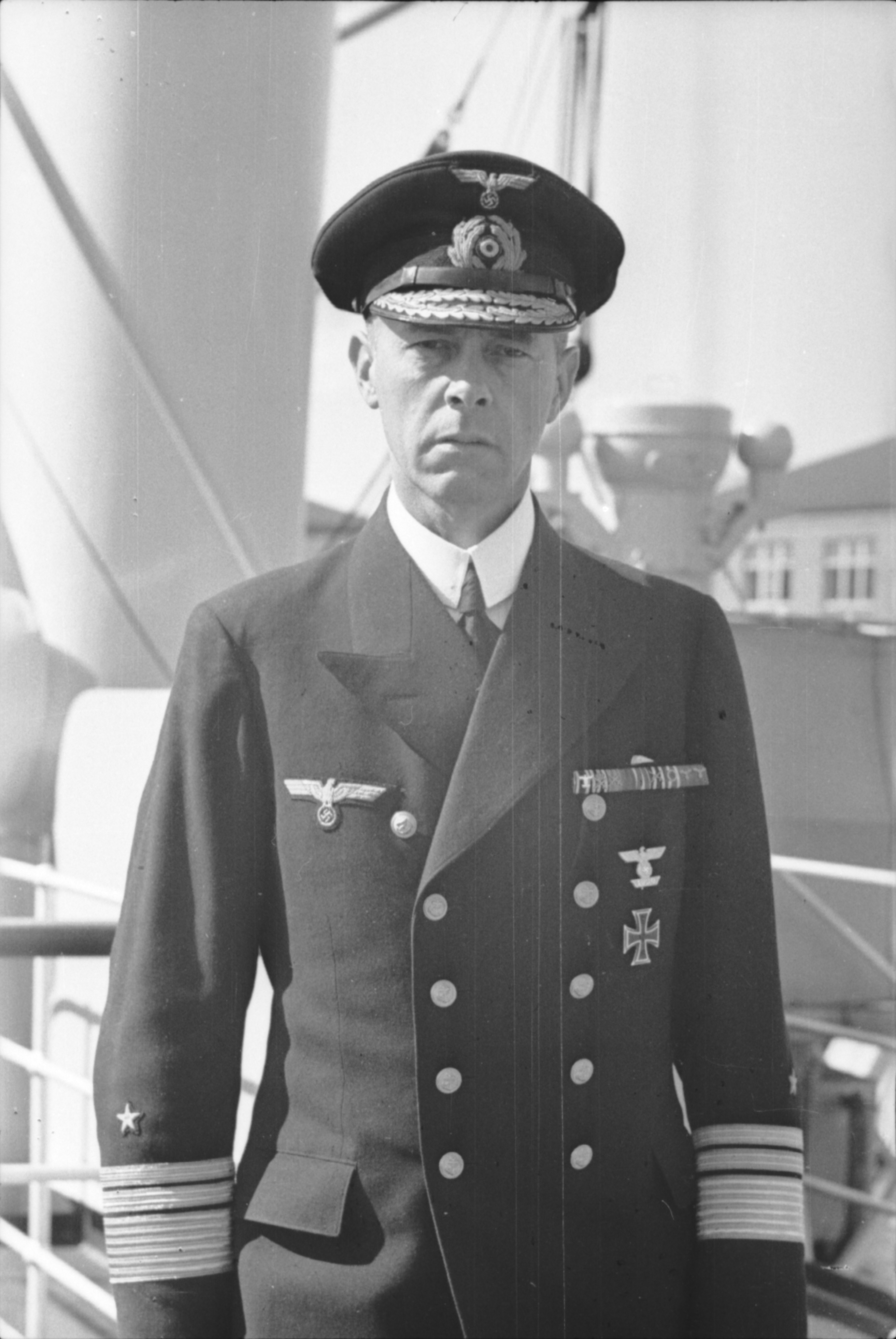
Günther Lütjens altengernagy

Május 23-án 04:00-kor Lütjens a sebesség 27 csomóra való fokozását rendelte el a szoroson való gyors áthaladáshoz. A szorosba érve mindkét egység aktiválta a rádiólokátorait. A Bismarck haladt az élen, a Prinz Eugen 700 méterrel lemaradva követte. A köd miatt a látótávolság mindössze 3000-4000 méter volt. 10:00 körül jégtömböket észleltek a víz felszínén és emiatt a sebességüket 24 csomóra kellett mérsékelniük. A jégtömböket kerülgetve haladó hajók két órával később az Izlandtól északra lévő vizekre értek. 19:22-kor már a szigettől északnyugatra haladtak, mikor a hidrofonok (víz alatti lehallgató berendezések), majd a rádiólokátorok észlelték egy hajót – a Suffolk nehézcirkálót – nagyjából 12 500 m távolságban. A Prinz Eugen rádiólehallgatói megfejtették a Suffolk által küldött rádióüzenetet, amiből megtudták, hogy a brit nehézcirkáló jelentette a pozíciójukat.
Lütjens engedélyt adott a Prinz Eugennek, hogy tüzet nyisson a Suffolkra, de a nehézcirkáló parancsnoka nem tudta tisztán kivenni a célpontot és ezért nem adta ki a tűzparancsot. A Suffolk a találkozást követően gyorsan biztonságosabb távolságra vonult vissza és onnan követte a német hajókat. 20:30-kor a Norfolk nehézcirkáló csatlakozott a Suffolkhoz, de túlságosan is megközelítette a németeket, amit látva Lütjens tűzparancsot adott a hajóinak. A Bismarck öt sortüzet adott le, melyek közül három villába fogta a Norfolkot és repeszdarabokkal árasztotta el annak fedélzeteit. A brit cirkáló mesterséges füstfüggöny védelmében tért ki egy biztonságot nyújtó ködfelhő felé. A 38 cm-es ágyúk elsütésekor fellépő rázkódás használhatatlanná tette a Bismarck elülső kettő FuMO 23 radarját, ami miatt Lütjens utasította a Prinz Eugent, hogy álljon a formáció élére, így az a működőképes radarjait használva megfigyelés alatt tarthatta az előttük lévő területet. A németek a Dánia-szorosban szembesültek azzal, hogy a britek is  rendelkeznek hadihajókra telepített radarállomásokkal, melyek hatótávolsága becslésük szerint elérte a 35 km-t.
Május 24-én megjavult az idő és kitisztult az égbolt. 05:07-kor a Prinz Eugen hidrofonjainak kezelői 20 tengeri mérföld (37 km) távolságban két gyorsan mozgó turbina-meghajtású hajót észleltek 280°-os relatív irányban, mely zajok az elfogásukra érkező Holland tengernagy két kapitális hadihajójától származtak.

### Csata a Dánia-szorosban

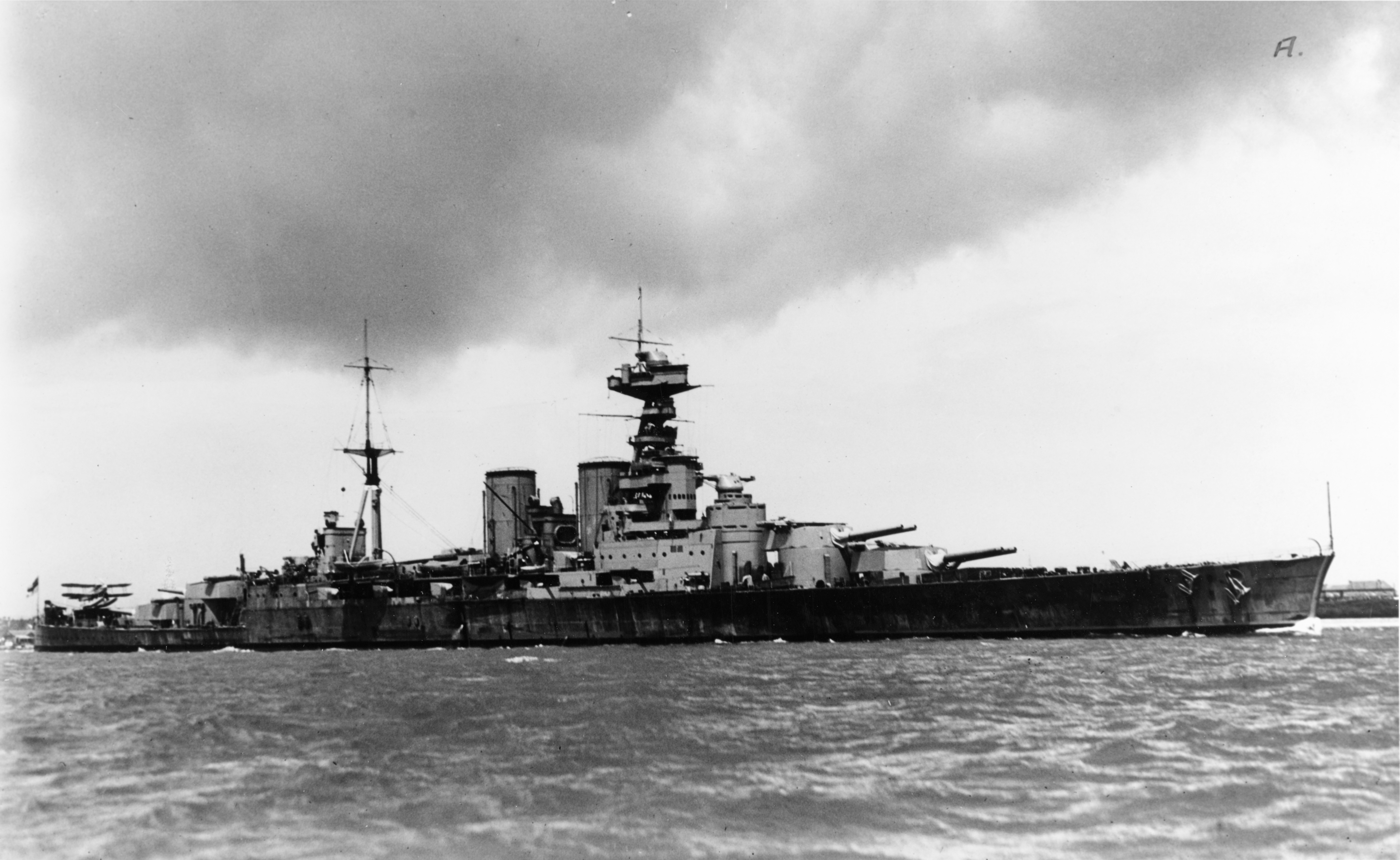
A modernizált Hood a 30-as évek elején

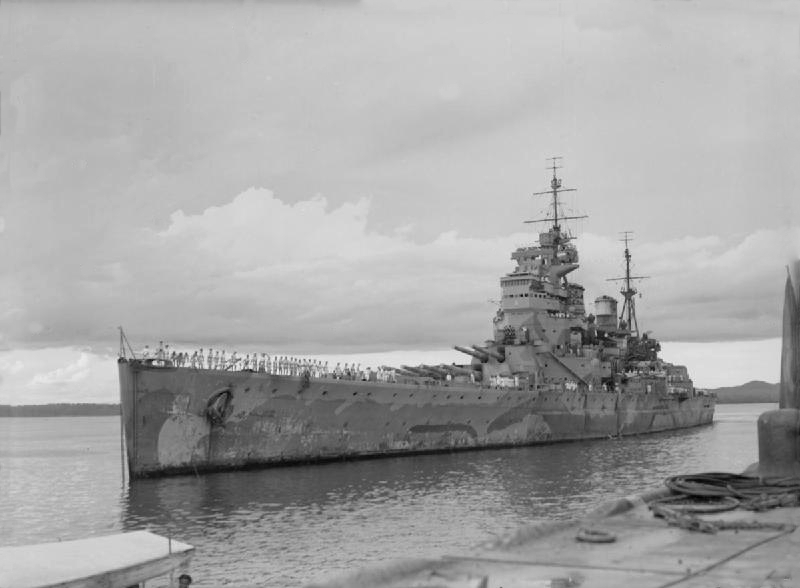
A Prince of Wales brit csatahajó 1941 végén

Holland tengernagy eredeti terve az lett volna, hogy a délnyugatnak tartó németeket a röviddel 02:00 előtt beálló naplementekor keleti irányból oldalba támadja, mert így az alkonypír még kiemelte volna számára a célpontokat, míg ő a sötétség leple alatt megközelíthette volna őket és közelről nyithatott volna rájuk meglepetésszerűen tüzet. Az így elért közelharc lévén megóvhatta volna a hajóját a Bismarck nagy távolságokból kilőtt és meredeken becsapódó lövedékei által jelentett veszélytől is. Éjjel azonban egy rövid időre a cirkálók szem elől vesztették a német hajókat mikor egy hóvihar a radarjaiknak zavart okozott és egy őrszem tévesen az egyik német hadihajó visszafordulását jelentette. A Suffolk gyorsan kitért északnak és bár a tévedést hamar felismerték, három órába tellett, mire a németeket ismét meg tudták találni. Közben Hollandnak jelentették a kontaktus elvesztését, amiből a nyugatnak tartó tengernagy azt a következtetést vonta le, hogy a németek visszafordulhattak a Dánia-szorosba. Ezért éjfél után nem sokkal kötelékével északi irányra állt. Miután e feltételezése hibásnak bizonyult két óra múlva a nagy hajóival délnek fordult, de a rombolóinak meghagyta, hogy tovább északi irányban keressék a németeket.
Holland ezután azt tervezte, hogy két hajójával elvágja Lütjens útját úgy, hogy azok jobbról merőlegesen érkezzenek a haladási irányára, így a hajói teljes sortüzeket lőhettek volna rájuk, míg azok csak az elülső lövegtornyaikat használhatták volna. Emellett számított Wake-Walker cirkálóira is a harcban, melyeknek a Prinz Eugent kellett volna lekötniük. Ily módon harcra kényszerítve a németeket két kapitális hajója egy csatahajóval, két nehézcirkálója egy német nehézcirkálóval vehette fel a harcot, ami a taktikai előnyökön felül kétszeres túlerőt biztosított volna számára. Holland a rádiócsendhez ragaszkodva azonban terveiről nem tájékoztatta Wake-Walkert, így az ő hajói a csata kezdetekor még lőtávolságukon kívül tartózkodtak. Ily módon a németek szem elől veszítése és a hiányos kommunikáció megfosztotta a briteket számos taktikai előnytől.
05:45-kor német őrszemek füstöt észleltek a horizonton a bal oldalon, mely a közeledő Hood és a Prince of Wales kéményeiből származott. Holland alulbecsülte a németek sebességét és hajóinak ezért nem sikerült Lütjens haladási irányát keresztezni. A német tengernagy riadót rendelt el és mindenki a harcálláspontjára sietett. A felállás annyiban is a németeknek kedvezett, hogy az északnyugati szél a brit hajók lőirányával szembe fújt és így a vízpermetet a távmérőik lencséire szórta. A Prince of Wales-en emiatt a 13 méteres bázistávolságú távmérők helyett a magasabban lévő 4,7-essel próbálták meghatározni a célpontok távolságát. E nehézségek ellenére Holland a támadás mellett döntött.
05:52-re a távolság 26 000 méterre csökkent és előbb a Hood majd fél perccel később a Prince of Wales is tüzet nyitott. A Hood azonban az élen haladó Prinz Eugent vette célba, mivel a Suffolk jelentései alapján azt gondolták, hogy az élen haladó egység a Bismarck és a két német hajó sziluettje jelentős hasonlóságot mutatott. A Prince of Wales ellenben helyesen azonosították a két hajót és egyből a csatahajóra tüzelt, de a tévedésére nem hívták fel külön Holland tengernagy figyelmét. A Hoodon is hamarosan rájöttek a tévedésre és Holland utasítást adott a célváltásra, de ismeretlen okokból ezt nem hajtották végre és a zászlóshajó mindvégig a nehézcirkálót lőtte. A támadás megnyitásakor a Norfolk 26 000 méterre keletre, a Suffolk 30 000 méterre északra volt a Prinz Eugentől, jóval lőtávolságukon kívül.

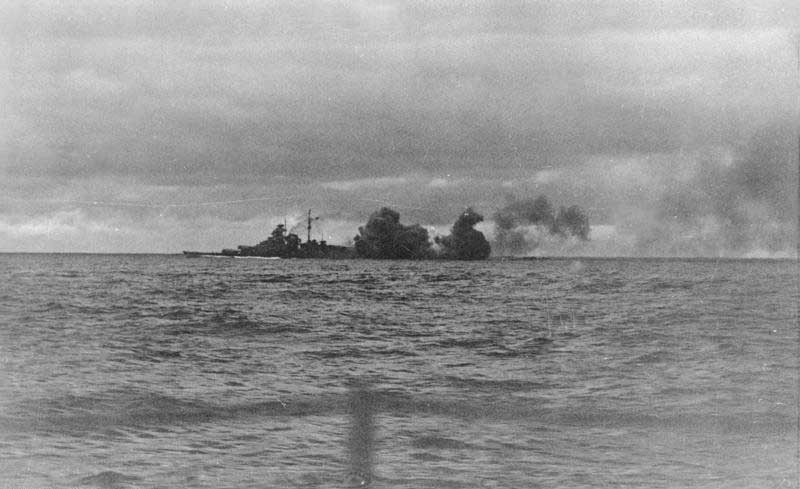
A Bismarck nehézlövegei tüzelnek a csata során

Eközben a Bismarckon Adalbert Schneider, a Bismarck első tüzértisztje kétszer is engedélyt kért a tűz megnyitására, de tekintettel a hadműveleti parancsra, miszerint kerülni kell az összecsapást a konvojkíséreten kívüli ellenséges hadihajókkal, Lütjens hezitált azt megadni. Végül Lindemann kapitány a következő megjegyzéssel lépett közbe: "Nem hagyom, hogy kilőjék a hátsóm alól a hajómat. Engedély megadva!" 05:55-kor a Bismarck is tüzet nyitott.
A szoros kötelékben (egymástól 740 méterre) haladó brit hajók csaknem egyenesen (30°-ban) a németek felé tartottak, ami miatt csak az elülső lövegtornyaikat használhatták, ellenben a Bismarck és a Prinz Eugen teljes sortüzeket lőhetett a Hoodra. A britek a nehézfegyverek tekintetében azonban így is fölényben voltak, mivel tíz ágyújuk állt szemben a Bismarck nyolc lövegével. Percekkel az ütközet kezdete után Holland tengernagy 20°-os bal oldali fordulót rendelt el, melynek révén a hajóinak hátsó lövegtornyai is bekapcsolódhattak a küzdelembe. A Prinz Eugen még a Bismarck előtt tüzet nyitott (05:55-kor), és harmadik sortüzével egy perc múlva egyik nagy robbanóerejű 20,3 cm-es gránátja célba talált és felrobbantotta a 127 mm-es ágyúk készenléti lőszerét hatalmas tüzet okozva a Hood fedélzetén. A lángokat hamar sikerült eloltani.
Három félsortűz leadása után Schneider bemérte magának a Hoodot és azonnal gyors sortüzek leadását rendelte el a 38-as ágyúk számára. Ezzel egyidőben Holland egy második 20°-os bal oldali fordulót rendelt el, mellyel a hajóit a németek haladási irányával párhuzamos irányba állította volna. A Bismarck 18 500 méterről leadott harmadik teljes sortűzével érte el első találatát a Hoodon 05:57-kor, mely a főárboc tetején lévő központi tűzvezető központot érte és kiiktatta azt. A kötelékek egymáshoz való közeledtével a másodlagos tüzérségek is bekapcsolódtak a küzdelembe: 18 000 méterről a Bismarck 15 cm-es ágyúi tüzet nyitottak a Prince of Wales-re, míg a brit csatahajó 133 mm-es ágyúi a német csatahajót vették célba 17 000 m távolságból. Egy vízvonal alatti találat elszenvedése után Lütjens utasította a Prinz Eugent, hogy helyezze át a tüzét a csatahajóra, így mindkét ellenséges egységet tűz alatt tarthatták. Pár percen belül a Prinz Eugen két találatot is elért a csatahajón, melyek következtében azon kisebb tűz keletkezett. Közben a Bismarck egyik lövedéke a híd felépítményének lábánál okozott tüzet a Hoodon.

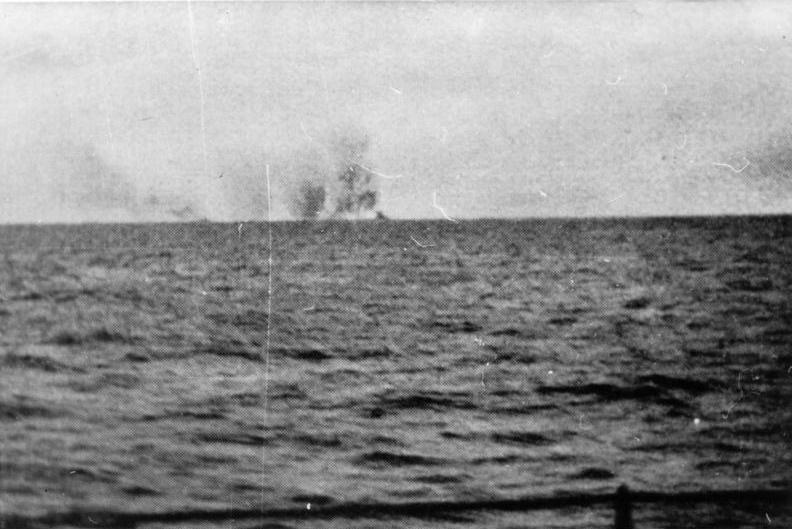
A Hood felrobbanása a Prinz Eugenről fényképezve

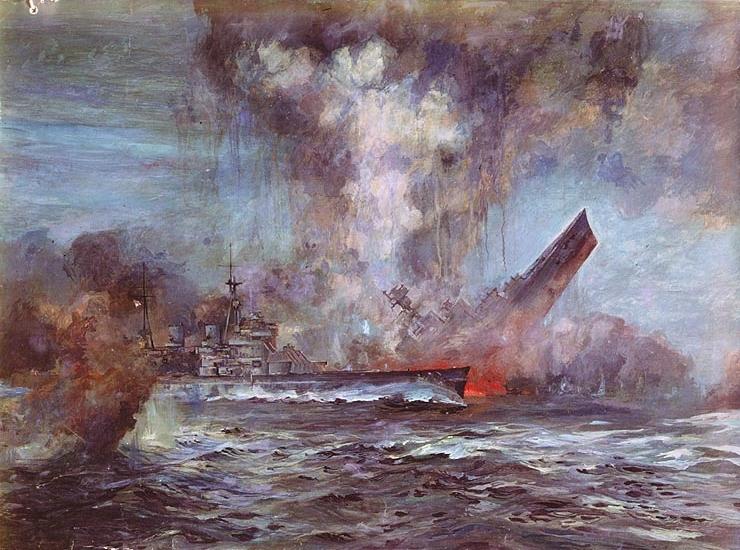
A Hood pusztulása
(Julius Caesar Schmitz-Westerholt festménye)

06:01-kor a Hood még a második bal oldali fordulót hajtotta végre, mikor a Bismarck ötödik sortüze szoros villába fogta a fő árbócának magasságában és az egyik lövedék a páncélzatot átszakítva behatolt a hajótestbe és az itteni lőszerraktárak 112 tonnányi kordit kivetőtöltetét berobbantotta. A nagy erejű robbanás ketté szakította a hajót a főárboc és a hátsó kémény között, az árbocnál négyszer magasabb lángoszloppal felcsapva az ég felé. A hajó eleje egy ideig még tovább haladt előre, míg a bezúduló víz a hajóorrt meredeken ki nem emelte a vízből. A szétszakított középső részbe behatoló víz a hajófart is kiemelte. Schneider a hangosbemondón keresztül adta tudtul a hajó legénységének a brit zászlóshajó pusztulását. Mindössze nyolc perccel azután, hogy rátámadt a német hajókra, a Hood hullámsírba merült. Legénységének 1419 tagjából csak három főt sikerült kimentenie a később helyszínre érkező Electra rombolónak.
A Bismarck a Hood pusztulását látva a Prince of Wales-re helyezte át a tüzét és a bemérést szolgáló hetedik sortűz után a nyolcadikkal egy találatot ért el a parancsnoki hídon. A lövedék bár anélkül haladt át rajta, hogy felrobbant volna, John Leach kapitányon és egy másik tiszten kívül minden ott tartózkodóval végzett. A kilencedik sortűzének egyik lövedéke a hajótól jobbra becsapódva kb. 25 métert tett meg a víz alatt és 8 méterrel a vízvonal alatt a páncélozatlan részt valamint több rekeszfalt átütve állt meg a torpedóválaszfalnak csapódva, de fel már nem robbant. A sortűz egy másik gránátja a 133 mm-es ágyúk jobb oldali tűzvezető központját találta el, kiiktatva a másodlagos tüzérséget. A nemrég átadott és most a két német egység által folyamatos tűz alatt tartott brit hajó ágyúinál – részben a becsapódó találatok miatt – meghibásodások léptek fel. Rendbehozatalukon a fedélzeten lévő civil mérnökök fáradoztak. A Bismarck nyolcadik sortüze után a Norfolk is leadott három sortüzet 20 km távolságból a német csatahajóra, melyek mind rövidre sikerültek és ezt látva a nehézcirkáló beszüntette a tüzelést.
Leach 06:13-kor parancsot adott a visszavonulásra. Ekkor már csak öt volt bevethető állapotban a tíz 356 mm-es lövege közül. A Prince of Wales 160°-os fordulót tett és mesterséges füstfüggönyt hozott létre visszavonulásának fedezéséhez. A németek a távolodó hajóra hamarosan beszüntették a tüzelést, mely a csatában a Bismarcktól három, a Prinz Eugentől négy találatot kapott. A brit hajó elszakadását a Prinz Eugenről észlelt torpedók miatt elrendelt – téves – riadó is megkönnyítette, mely miatt a német hajók rövid időre nyugati irányba tértek ki. Ezt követően Lindemann erősen a Prince of Wales üldözőbe vétele és elpusztítása mellett érvelt, azonban Lütjens tartva magát a hadműveleti parancshoz – miszerint kerülni kellett az olyan erőkkel az összecsapást, melyek nem konvojok kíséretéhez tartoznak – határozottan elutasította a kérést és ehelyett az észak-atlanti vizek felé vezető út folytatására adott parancsot.
Az összecsapás során a Bismarck 93 páncéltörő lövedéket lőtt ki a nagy kaliberű ágyúkból és legalább hét találatot ért el velük. Adalbert Schneider tüzértisztet hajójának az ütközetben nyújtott kimagasló tüzérségi teljesítményéért Lovagkereszttel tüntették ki.
Ugyanakkor a Prince of Wales is el tudott érni három találatot a Bismarckon. Az elsőt még a hatodik sortüzével, mikor a németek még tüzet sem nyitottak. Ez a hajó elülső részét érte lyukat ütve a vízvonal felett, de még elég alacsonyan ahhoz, hogy a hullámverések vize bejuthasson rajta a hajótestbe. 1000-2000 t víz tört be itt és az olajtartályokba bekerülve használhatatlanná tette a hajóorrban tárolt üzemanyag nagy részét. Lütjens nem adott engedélyt a sebesség mérséklésére annak érdekében, hogy a hajótest oldalát átszakító lövedék okozta lyukat befoltozzák a kármentesítő csoportok, így az tovább szélesedett és még több víz jutott be rajta. Ez a sérülés később döntő fontosságúnak bizonyult, mivel a francia partok eléréséhez a csatahajó üzemanyagspórolásra kényszerült és nem haladhatott 20 csomónál gyorsabban. E találat nélkül viszont a 25 csomós sebességet is tarthatta volna, amivel időben a Luftwaffe uralta vizekre érhetett volna.
A második találat a páncélöv alatt érte és a lövedék a torpedóválaszfalnak ütközve robbant fel, teljesen elöntve a turbógenerátor termét és részben elöntve a szomszédos kazántermet. A Bismarck rendelkezett tartalék generátorokkal, így előbbi kiesése nem okozott jelentős problémát, viszont ez a találat az itteni üzemanyagtartályokat is megrongálta, tovább apasztva a készleteket. E két találat okozta vízbetörések együttesen a hajó 9 fokos balra dőlését idézték elő és a nehézzé vált orr miatt 3 fokkal bólintott előre. Ezeket a rendellenességeket később kompenzálni tudták.
A harmadik találat átütötte a fedélzeten lévő tengernagyi bárkát, majd a hidroplánok katapultját megrongálva robbanás nélkül csapódott a vízbe a jobb oldalon.

### Üldözés

A Bismarck és üldözőinek útvonala

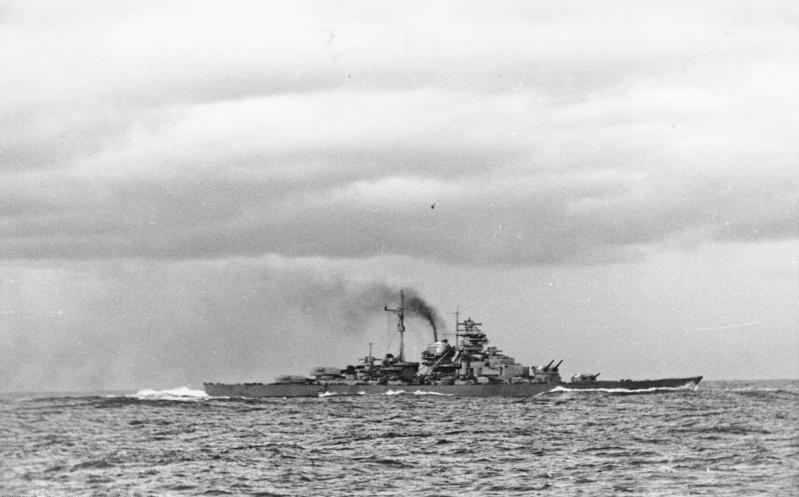
A Bismarck a Prinz Eugen fedélzetéről nézve a csata után, 1941. május 24.

Az összecsapás után Lütjens a következőt jelentette a főparancsnokságnak: "Csatacirkáló, valószínűleg "Hood" elsüllyesztve. Másik csatahajó, "King George V" vagy "Renown" megrongálva kivált a harcból. Két nehézcirkáló tartja a kapcsolatot." 08:01-kor kárjelentést küldött az OKM-nek és közölte szándékait is, miszerint a Prinz Eugent a kereskedelmi háború folytatására küldi, míg a Bismarckkal Saint-Nazaire felé veszi az irányt a javítási munkálatok elvégzéséhez. A terveit jóváhagyták és az útvonalukon támogatásukra vonalban négy tengeralattjárót állítottak fel. Röviddel 10:00 után Lütjens utasítást adott a Prinz Eugennek, hogy álljon vissza a Bismarck mögé és állapítsa meg az hajóorrt ért találat következtében fellépő olajszivárgás mértékét. Miután a fedélzetéről megállapították, hogy a csatahajó orrvízénél mindkét oldalon jelentős olajszivárgás tapasztalható, a nehézcirkáló visszatért elől elfoglalt pozíciójába.
Körülbelül egy órával később egy Short Sunderland repülőcsónak észlelte az olajcsíkot és jelentette a Suffolk és Norfolk cirkálóknak, melyekhez időközben csatlakozott a sérült Prince of Wales is. Frederic Wake-Walker ellentengernagy, a cirkálók parancsnoka – aki Holland tengernagy elhalálozásával átvette a kötelék irányítását – a csatahajónak meghagyta, hogy maradjon a hajói mögött.
A Royal Navy az összes térségben lévő hadihajóját a Bismarck és a Prinz Eugen elfogására rendelte. Tovey a Home Fleet nagy részével útban volt a németek felé, de május 24-én reggel még több mint 350 tengeri mérföldre volt tőlük. A brit admiralitás az eddig az Izland és Feröer közötti átjárót felügyelő Manchester, Birmingham és Arethusa könnyűcirkálókat is a Dánia-szorosba rendelte, hogy ott járőrözzenek arra az esetre, ha Lütjens visszafordulva mégis itt próbálna meg hazajutni. A Britannic csapatszállítót kísérő és Bostonba felújítási munkálatok elvégzésére tartó Rodney csatahajó megszakította útját és Tovey köteléke irányába indult. Két régi Revenge-osztályú csatahajót is a Bismarck üldözésére rendeltek: a Halifax-ben állomásozó Revenge-et és a HX 127 jelű konvojt kísérő Ramilliest. Összesen öt csatahajót, két csatacirkálót, két repülőgép-hordozót, 13 cirkálót, 21 rombolót valamint később hat tengeralattjárót mozgósítottak a Bismarck felkutatására és elfogására.
Tovey a régi építésű csatacirkálóknak (Repulse, Renown) meghagyta, hogy ne kezdeményezzenek csatát a német csatahajóval, amíg egy modernebb egység előzőleg harcba nem keveredik vele. Félő volt ugyanis, hogy a Hoodéhoz hasonló kialakítású páncélzatuk miatt szintén rendkívül sérülékenyek lennének. Hasonló utasítást kapott a Ramillies csatahajó is. 17:00 körülre a Prince of Wales 10 nehézlövegéből 9-et ismét használhatóvá tettek, így Wake-Walker ellentengernagy azt már a cirkálói elé rendelhette és harcba szállhatott a Bismarckkal ha a helyzet úgy hozta volna.
Az időjárás kedvezőtlenebbre fordulásával Lütjens 16:40-kor megkísérelte útjára bocsátani a Prinz Eugent. A vihar nem volt elég erős ahhoz, hogy fedezhesse a Wake-Walker erőitől való elszakadást, melyek még mindig szemmel tartották őket radarral. Emiatt a Prinz Eugent időlegesen visszarendelte, majd 18:14-kor újra próbálkoztak az ironikusan a Hood után elnevezett hadmozdulattal. A Bismarck ekkor Wake-Walker köteléke felé fordult és a Suffolknak nagy sebességgel kellett kitérnie előle. A Prince of Wales 12 sortüzet lőtt a Bismarckra, melyre az kilenc sortűzzel válaszolt. A rövid összetűzésben egyik fél sem ért el találatot. Ez az akció elvonta a britek figyelmét a Prinz Eugenről és a nehézcirkáló így elszakadhatott tőlük. Miután a Bismarck felvette a korábbi irányát, Wake-Walker a három hajójával tőle balra pozíciót foglalva kísérte. Amennyiben egyik hajóját a Bismarcktól jobbra helyezte volna el, akkor biztosabban szem előtt tarthatta volna, de Wake-Walker nem akarta vállalni azt a kockázatot, hogy a német csatahajó váratlanul lecsaphasson rá.
A sérülései miatt a Bismarck kénytelen volt csökkenteni a sebességét, de ekkor még mindig képes volt 27-28 csomós sebesség elérésére. Ennyivel volt képes haladni Tovey zászlóshajója, a King George V is. Amennyiben nem tudták volna lelassítani, a Bismarck elérhette volna Saint-Nazaire-t. Május 25-én röviddel 16:00 előtt Tovey a Victorious repülőgép-hordozót és a mellé rendelt négy könnyűcirkálót olyan haladási irány felvételére utasította, hogy az útnak indíthassa a torpedóbombázóit a német csatahajó ellen. 22:00-kor a Victorious fedélzetéről hat Fairy Fulmar vadászgép és a 825. tengerészeti repülőszázad (825 Naval Air Squadron) kilenc Fairy Swordfish torpedóbombázója szállt fel Eugene Esmonde korvettkapitány (lieutenant commander) vezetésével. A repülőgépek tapasztalatlan személyzete tévedésből kis híján a Norfolk ellen hajtott végre támadást. A zavaros brit akció előre riadóztatta a Bismarck légvédelmi tüzéreit.

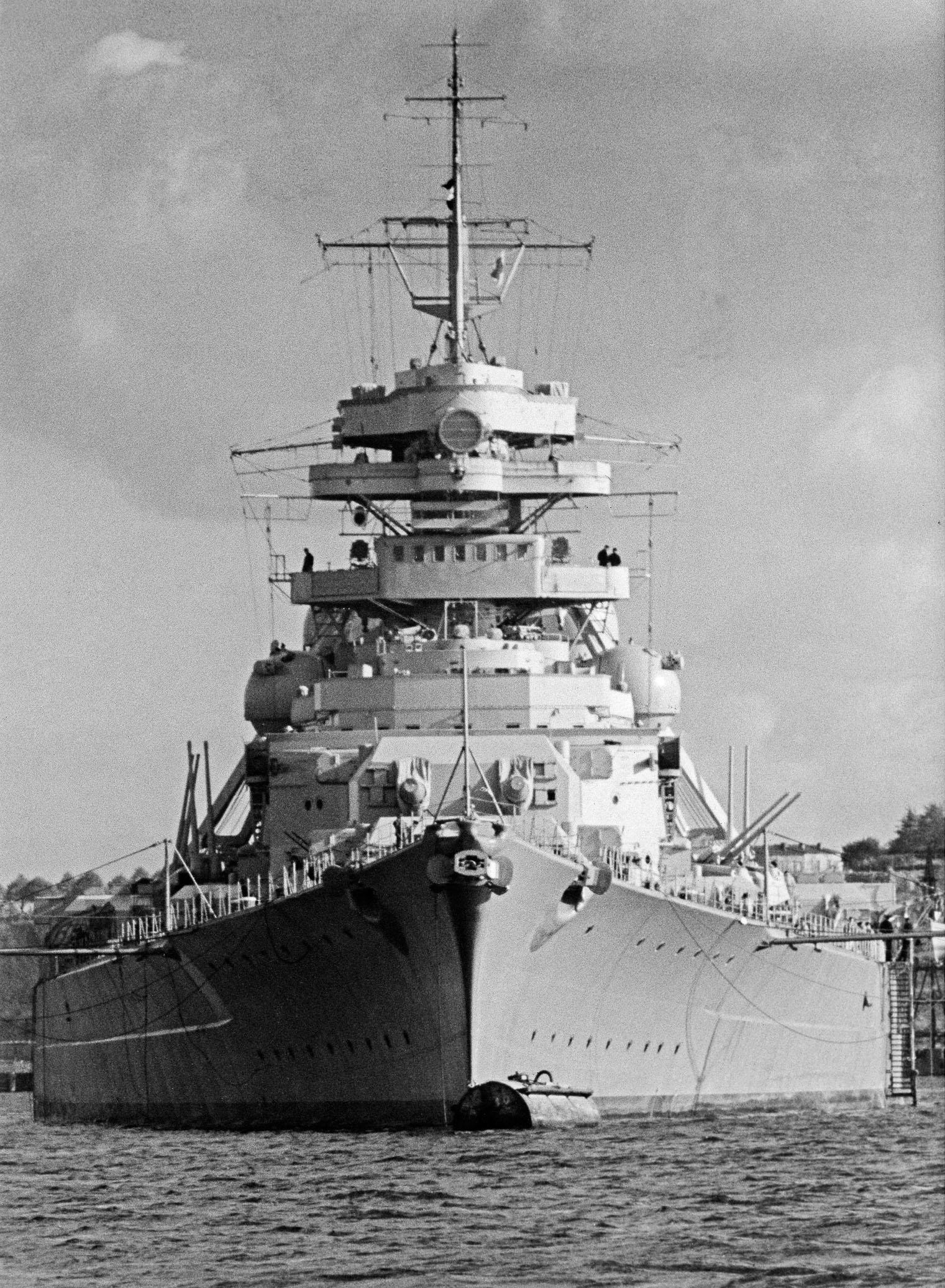
A Bismarck szemből

A Bismarck a fő- és másodlagos tüzérségét is felhasználta a légitámadás elhárítására minimális lőmagasságban a vízfelszínre leadott lövésekkel, melyek hatalmas gejzíreket hoztak létre a közeledő torpedóbombázók előtt, de egyik támadót sem sikerült lelőniük. A Bismarck sikeresen kikerült nyolc torpedót, de a kilencedik középen eltalálta a fő páncélöv magasságában. A robbanás egy tengerészt olyan erővel taszított a hangár falának, hogy életét veszítette és másik öt személy is megsebesült. A robbanás kisebb kárt okozott az elektromos berendezésekben, de a torpedók kikerülése érdekében végrehajtott manőverek jóval súlyosabb károkat okoztak: a gyors sebesség- és irányváltások következtében kilazultak a korábbi sérüléseket tömítő lékponyvák és egyre több víz tört be a hajóorrnál ütött lyukon, ami a bal oldali 2-es számú kazánterem elhagyását tette szükségessé. A második kazán kiesése az üzemanyagveszteséggel és növekvő orrnehézséggel a sebesség 16 csomóra való mérséklését tette szükségessé. Búvároknak sikerült megerősíteniük az orrban lévő lékponyvákat, ami után a hajó 20 csomóra növelhette a sebességét. A megmaradt üzemanyagmennyiség mellett ezt a sebességet tartották a leggazdaságosabbnak a francia partok eléréséhez.
Röviddel a Swordfishek támadása után a Bismarck és a Prince of Wales rövid tűzharcot vívott egymással, de most sem értek el találatot egymáson. A Bismarck kárelhárítói ezt követően ismét munkához láthattak. Félő volt, hogy a bal oldali 2-es kazánt elöntő víz behatol a 4-es turbógenerátor tápvízének rendszerébe és így sósvíz kerülhet a turbinákba. A sósvíz megrongálhatta volna a turbinák lapátjait és ez erősen csökkentette volna a hajó sebességét. Május 25-én reggel ez a veszély elhárult. A hajó 12 csomóra lassított, hogy a búvárok az elülső részből a hátulsó tartályokba pumpálhassák át a még használható üzemanyagot. Két vezeték összekapcsolásával sikerült pár száz tonna olajat átjuttatni ily módon a hajó egyik feléből a másikba.
Ahogy a hajók egyre délebbre, a német tengeralattjárók vadászterületére kerültek az üldözés során, Wake-Walker hajóinak cikk-cakkban kellett haladniuk az esetleges torpedótámadások megelőzése érdekében. Tíz percenként hol balra, hol jobbra tértek ki, hogy tartsák az általános haladási irányukat. A bal oldali fordulók során pár percre szem elől veszítették a Bismarckot, mivel az ekkor a Suffolk radarjának hatósugarán kívülre került. Május 25-én 03:00-kor Lütjens a maximális sebesség elérésére adott utasítást, mely ekkor 28 csomó volt, majd nyugati, azt követően pedig északi irány felvételét rendelte el. A manővert akkor hajtották végre, mikor épp az ellenséges radarok hatótávolságán kívül voltak. A Bismarck így sikeresen el tudott szakadni az ellenségtől és egy nagy kört leírva mögéjük kerülve folytatta útját kelet felé. A Suffolk kapitánya feltételezte, hogy a Bismarck nyugati irányban haladt tovább és erre kereste. Fél óra elteltével értesítette Wake-Walkert a kontaktus elvesztéséről, aki erre elrendelte egységeinek, hogy nappal szétszóródva vizuálisan próbáljanak rátalálni.
A Royal Navy keresőakciója kétségbeesett vállalkozás volt, mivel az abban részt vevő hajók nagy részének alacsony volt az üzemanyagkészlete. A Victorious repülőgép-hordozót és a kísérő cirkálóit nyugatnak küldték, Wake-Walker hajói nyugati és déli irányba, Tovey flottája pedig az óceán középső része felé haladva kereste a német csatahajót. Az Ark Royal repülőgép-hordozóval a sorai között Gibraltár felől érkező Force H (H jelű flottacsoport) ekkor még egy napi hajóútra volt tőlük.
A Bismarckon még érzékelték a Suffolk keresőlokátorának jeleit, amiből úgy gondolták, hogy nem járt sikerrel az elszakadási manőver, holott a német csatahajóról visszaverődő jelek valójában már túl gyengék voltak ahhoz, hogy a Suffolkon észlelhessék őket. Lütjens 09:32-től egy hosszú rádióüzenetet küldött a Párizsban székelő Marinegruppe Westnek. Párizsban tudtak arról, hogy a britek elveszítették a kapcsolatot a Bismarckkal, de ezt csak hat órával az üzenete után közölték vele. Lütjens rádiójeleit fogták a britek is és ebből meg tudták állapítani a hajója pozícióját és haladási irányát. Azonban a King George V fedélzetén téves kalkulációkat végeztek és Tovey emiatt úgy gondolta, hogy a Bismarck északi irányban az Izland és Feröer-szigetek közötti szoroson át igyekszik visszajutni Németországba. A brit hajók emiatt hét órán át haladtak a téves irányba. Mire a hibájukra rájöttek, a Bismarck és köztük már jókora távolság volt.

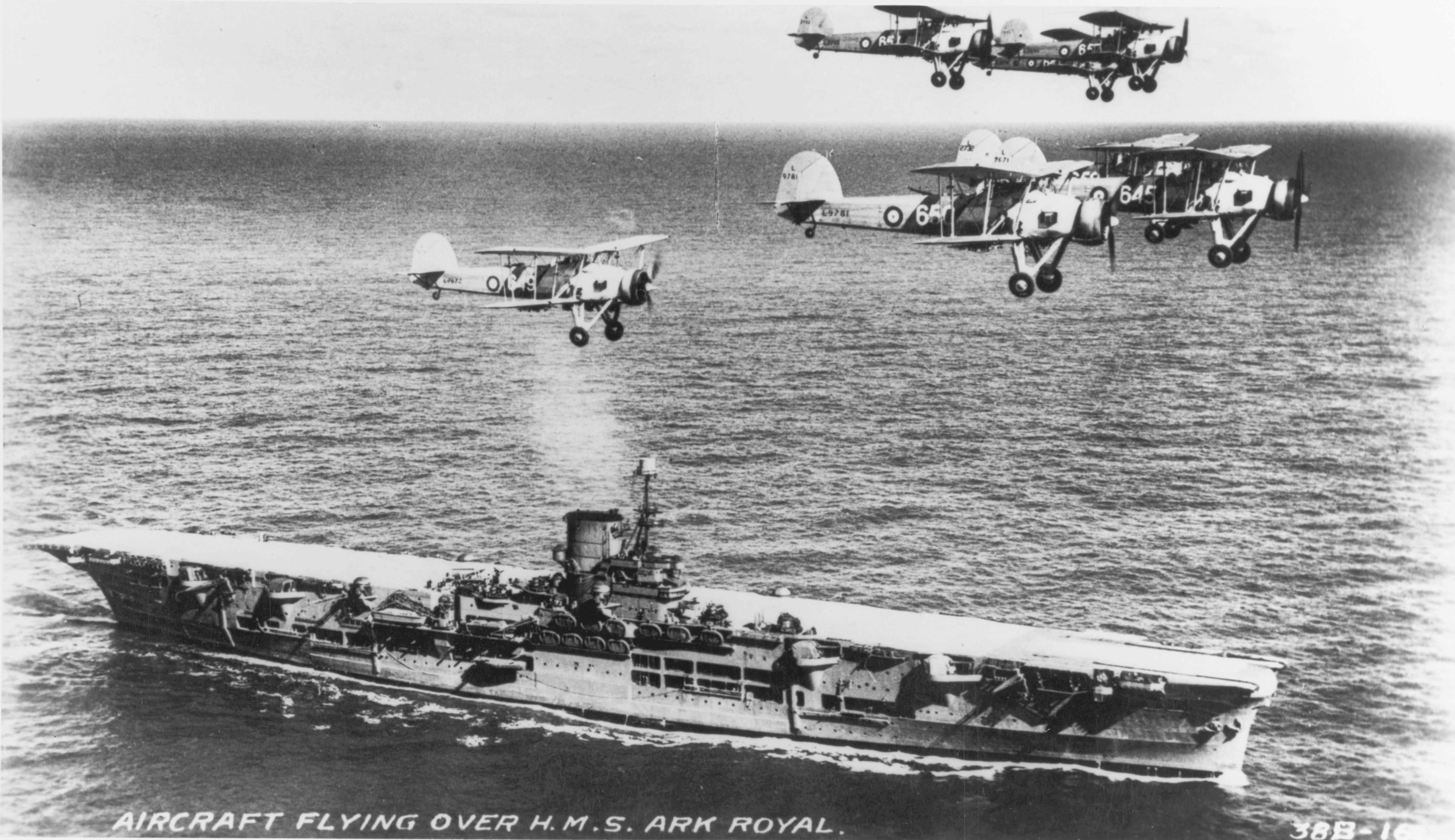
Az Ark Royal repülőgép-hordozó Swordfish torpedóbombázókkal

A brit kódfejtőknek sikerült pár német rádiójelet megfejteniük, köztük egy olyat, mely a Luftwaffe egységeinek adott parancsot a Brest felé tartó Bismarck támogatására. Ennek az üzenetnek május 25-ikei megfejtését egy Jane Fawcett nevű kódfejtőnek tulajdonítják. A francia ellenállástól kapott információk is megerősítették, hogy Luftwaffe-egységeket helyeztek át Brest térségébe. Tovey ezért az erőivel Franciaország felé fordulhatott és abban a térségben egyesíthette őket, ahol várhatóan a Bismarck áthaladhatott. A parti parancsnokság (Coastal Command) egyik Észak-Írországban állomásozó PBY Catalina gépekből álló százada is csatlakozott a kereséshez. Május 26-án 10:30-kor az Egyesült Államok haditengerészetének állományába tartozó Leonard B. Smith hadnagy vezette Catalina 690 tengeri mérfölddel északnyugatra Bresttől észlelte a Bismarckot, így 31 óra elteltével sikerült ismét lokalizálni és haladási irányát pontosan meghatározni. A bevetésen másodpilótaként részt vevő Smith hadnagy azon kilenc amerikai repülőtiszt egyike volt, akik hivatalosan mint "különleges megfigyelők" érkeztek a RAF-hoz. A Bismarck az akkor tartott sebességével egy napon belül a német tengeralattjárók és a Luftwaffe uralta vizekre érhetett volna és a brit hajók többsége nem volt elég közel ahhoz, hogy megállíthassa.
A britek utolsó esélye a James Somerville tengernagy vezette Force H és a hozzá tartozó Ark Royal repülőgép-hordozó volt. A Victorious, a Prince of Wales, a Suffolk és a Repulse üzemanyaghiány miatt kénytelen volt megszakítani a keresést. Így a Force H-n kívül már csak a King George V és a Rodney csatahajók maradtak meg a nehéz egységek közül, de ezek túl messze voltak a Bismarcktól.
Mikor a Catalina rátalált a Bismarckra már az Ark Royal felderítést végző Swordfish gépei is közel jártak hozzá és több torpedóbombázó is meghatározta a csatahajó helyzetét mintegy 60 tengeri mérföldre az Ark Royaltól. Somerville a Swordfishek visszatérte után azonnal támadást rendelt el és felszerelték rájuk a torpedókat. Ugyanakkor a Sheffield cirkálót előre küldte a Bismarck szemmel tartására, de erről a gépek pilótáit nem értesítették. A támadó repülőgépek pilótái abban a tudatban szálltak fel, hogy csak a német csatahajóval találkozhatnak, így a Sheffieldet a német hajónak vélték és a kötelék több gépe támadást intézett ellene. Az új fejlesztésű mágneses gyújtókkal ellátott torpedók azonban nem működtek megfelelően, több a víznek csapódva egyből felrobbant. A működő torpedókat a Sheffield sikeresen ki tudta kerülni, így sértetlenül vészelte át a „baráti tüzet”.

Egy Swordfish visszatér az Ark Royalra a Bismarck elleni támadás után

Visszatérve az Ark Royalra a Swordfisheket a régi és jól bevált érintőgyújtókkal ellátott torpedókkal szerelték fel. A 19:10-kor megindított második támadásban 15 Swordfish vett részt. 20:47-kor a repülőgépek a felhőkön át ereszkedni kezdtek a támadási magasság eléréséhez. Érkezésük előtt röviddel a Bismarck nehéztüzérségével tüzet nyitott a hozzá közelebb kerülő Sheffieldre és azt a második sortüzével villába fogta. A közelben becsapódó repeszdarabok a cirkáló legénységének három tagjával végeztek és többeket másokat megsebesítettek valamint használhatatlanná tették a radarantennákat. A brit cirkáló erre mesterséges füstfüggöny leple alatt gyorsan visszavonult.
Ezt követően lendültek támadásba a Swordfishek, a Bismarck pedig éles kitérő manőverbe kezdett és közben a légvédelmi ütegei folyamatosan tűz alatt tartották a közeledő gépeket. A fél óráig tartó támadás több hullámát vissza tudta verni a csatahajó légvédelme, de a kioldott torpedók közül végül kettő eltalálta. Az egyik torpedó a hajó bal oldalán középen csapódott be, pont a fő páncélöv alsó pereme alatt. A robbanás erejét nagyrészt elnyelte a torpedóvédelmi rendszer és az övpáncél, de a csekély szerkezeti károsodások okoztak némi vízbetörést. A második célt találó torpedó a Bismarckot a tatjánál érte szintén a bal oldalon, közel a bal oldali kormánylapát rúdjához. A robbanás következtében a kormánylapátok beragadtak.
A sérült kormányszerkezet miatt a Bismarckkal nem tudtak már egyenesen haladni. A jobb oldali kormánylapátot ugyan sikerült kiszabadítani, de a bal oldalit nem lehetett kimozdítani 12°-os bal oldali állásból. A sérült kormánylapát lerobbantására tett javaslatot Lütjens elutasította azzal, hogy a detonáció megrongálhatja a hajócsavarokat is és ezzel a csatahajó végképp menthetetlenné válna. 21:15-kor Lütjens jelentette Párizsnak, hogy a hajója kormányozhatatlanná vált.

### ABismarckelsüllyedése
A bal oldali kormánylapát beragadása miatt a Bismarck nagy kört leírva tudott csak haladni és így képtelen volt elmenekülni Tovey közeledő erői elől, az erős szél és a tengerjárás pedig észak felé, Tovey erőinek irányába sodorta. Bár az üzemanyaghiány jelentősen csökkentette a rendelkezésre álló brit hajók számát, a King George V és a Rodney csatahajók valamint a Dorsetshire és a Norfolk nehézcirkálók még mindig bevethetők voltak a német csatahajó ellen. Lütjens május 26-án 21:40-kor a következő üzenetet küldte a főparancsnokságnak:
"A hajó kormányozhatatlan. Harcolni fogunk az utolsó golyóig. Éljen soká a Führer."
Hitler 01:30-kor a hajó legénységének küldött tömör válasza így szólt:
"Egész Németország Önökkel van. Amit még meg lehet tenni, megtesszük."
Sötétedéskor a Bismarck rövid ideig tüzelt a Sheffieldre, mire az gyorsan elmenekült. A Sheffield elveszítette az alacsony látótávolság miatt a Bismarckot és Philip Vian öt rombolóból álló csoportját küldték az éjszakai szemmel tartására.
A rombolók 22:38-kor találkoztak a Bismarckkal és a csatahajó azonnal tüzet nyitott rájuk a 38 cm-es, majd a 15 cm-es ágyúival. A harmadik sortűz leadása után villába fogta a hozzá legközelebb merészkedő lengyel Piorun rombolót, de az folytatta a megközelítést, míg egy 12 000 méterről kilőtt sortűz közvetlen közelében becsapódó lövedékei visszavonulásra nem késztették. A lengyel romboló ekkor szem elől vesztette a csatahajót és később már nem talált rá. Vian többi rombolója egész éjszaka zaklatta a Bismarckot. Világító lövedékekkel próbálták megvilágítani a támadások előtt és tucatnyi torpedót lőttek ki rá, de ezeket mind a hatótávolságukon kívülről indították útnak, mivel a pontos tűzben nem tudták kellő mértékben megközelíteni a csatahajót. Bár négy találatot is jelentettek, emiatt valójában egy sem ért célt.
Hajnalban 05:00 és 06:00 között a németek megpróbálkoztak az egyik Arado 196-os hidroplán útnak indításával, mely magával vitte volna a Hood elsüllyesztéséről készült filmfelvételeket, a hajónaplót és más fontos iratokat. Ekkor derült csak ki, hogy a Prince of Wales harmadik találata oly mértékben megrongálta a katapult gőzvezetékét, hogy az használhatatlanná vált. Mivel a repülőgép így már csak tűzbiztonsági kockázatot jelentett, a katapultról belökték a vízbe.

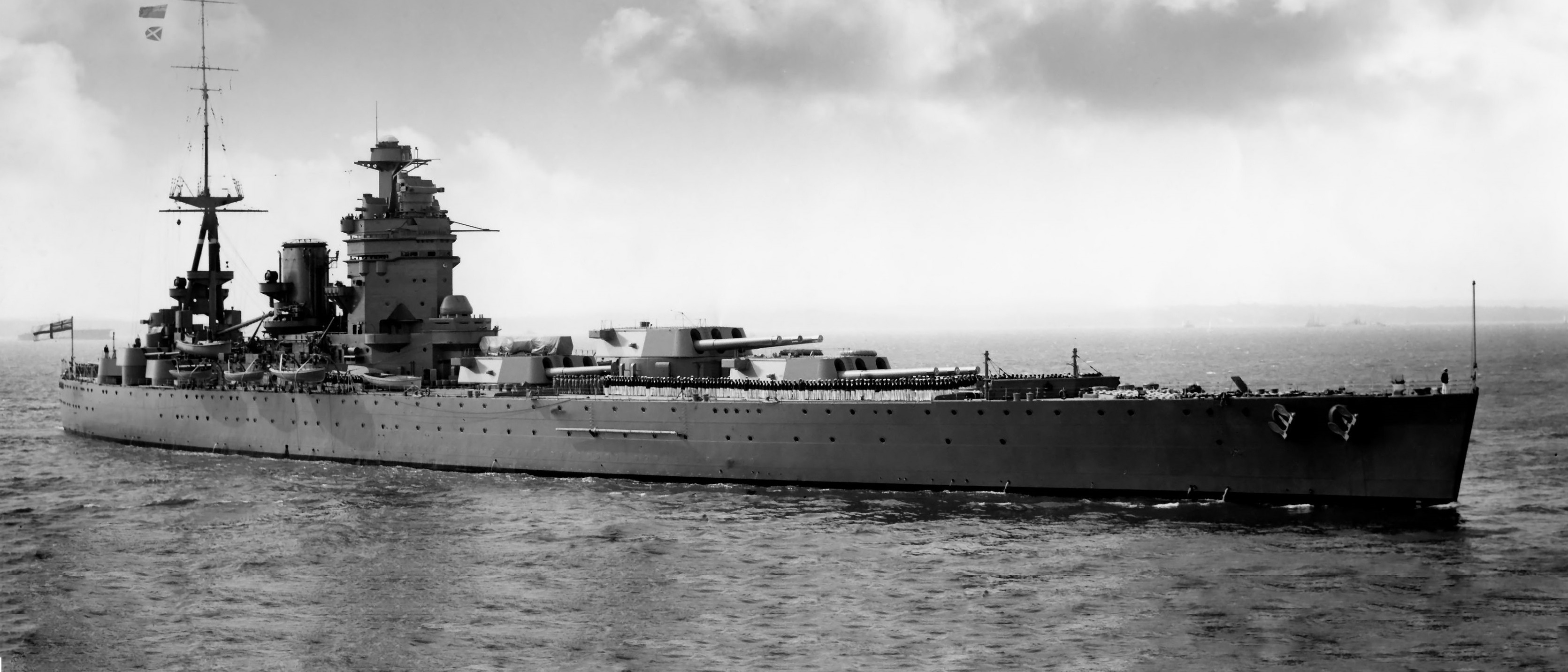
A Rodney brit csatahajó

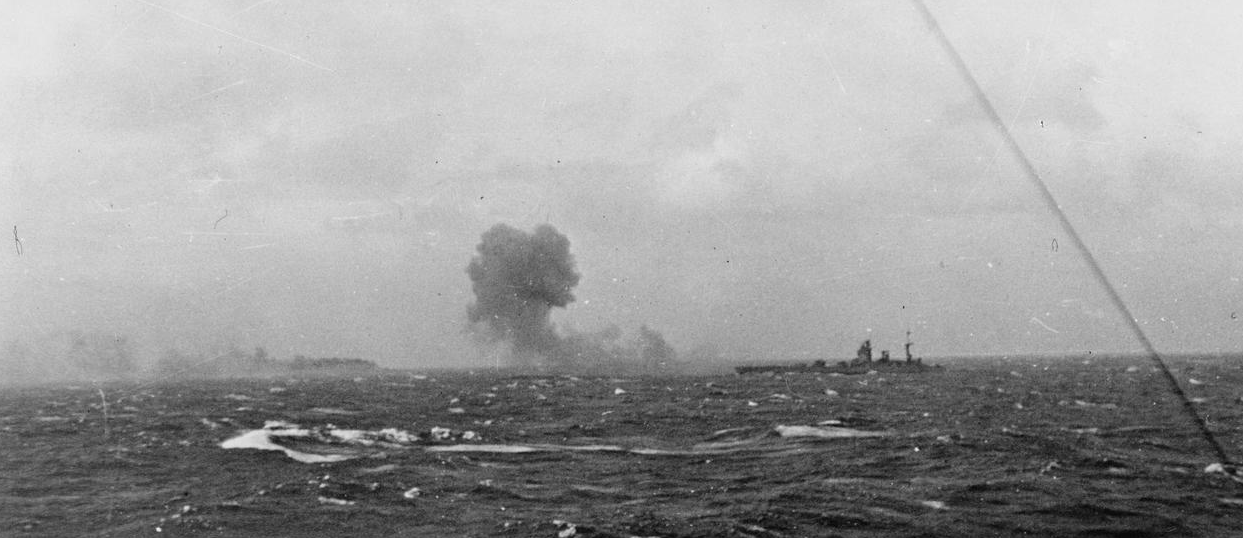
A Rodney lövéseket ad le a távolban lángokban álló Bismarckra

Május 27-én reggel tűntek fel a színen a brit csatahajók. A King George V vezette a támadást, a Rodney tőle balra kissé lemaradva követte. Tovey azt tervezte, hogy egyenesen feléje tart a hajóival, míg 8 tengeri mérföldre meg nem közelíti és ekkor délnek fordulva párhuzamos irányba állítja a csatahajóit a Bismarckkal. 08:43-kor a King George V őrszemei észlelték a német csatahajót 23 000 méteres távolságban. Négy perccel később a Rodney két elülső tornyának 6 darab 406 mm-es ágyúja tüzet nyitott, majd a King George V 356 mm-es ágyúi is eldördültek. A Bismarck 08:50-kor viszonozta a tüzet az elülső lövegtornyaival és már a második sortüzével villába fogta a Rodneyt. Ezt követően a Bismarck egyre nehezebben tudott célozni, mivel a nagy hullámverésben a hajó mozgása kiszámíthatatlanná vált és a biztos haladási irány hiányában Schneider tüzértiszt nem tudta pontosan megállapítani a lőtávolságot.
A távolság csökkenésével a hajók másodlagos tüzérsége is bekapcsolódott a küzdelembe és közelebb érve a Norfolk és a Dorsetshire cirkálók is tüzet nyitottak a 203 mm-es ágyúikkal. Az első találatokat a Rodney jegyezte a 09:02-kor leadott sortüzével, melynek több lövedéke célba talált. Az egyik 406 mm-es gránát a Bismarck elülső felépítményébe csapódott megölve több száz embert és megrongálva a két elülső lövegtornyot. A túlélők beszámolói alapján a találat mindenkit megölhetett a hajó vezetői törzséből, köztük Lindemann kapitányt és Lütjens tengernagyot is. A parancsnokságot kiesésükkel a rangidős Hans Oels elsőtiszt vette át. Ez a gránát a fő tűzvezető rendszert is tönkretette és végzett valószínűleg Schneider tüzértiszttel is. A sortűz egy másik lövedéke az elülső lövegtornyoknál csapódott be súlyosan megrongálva azokat. 09:27-kor egy sortüzet még el tudtak velük ereszteni, majd végleg elnémultak.
A megmaradt hátsó tornyok tűzvezetésének irányítását a hátsó parancsnoki központból Burkhard von Müllenheim-Rechberg hadnagy vette át. Három sortüzet még le tudott adni, mielőtt egy lövedék tönkre tette volna az itteni távolságmérőt is. Ekkor utasította a lövegtornyokat a küzdelem önálló folytatására, de 09:31-re már ez a két lövegtorony is harcképtelenné vált.
A küzdelem során a Bismarck egyik lövedéke 6 méterre a Rodney orra előtt csapódott a vízbe és megrongálta a jobb oldali torpedóvető csövét. Ez a gránát volt a legközelebb ahhoz, hogy közvetlen találatot érjen el az ellenségen. Ellenben a Bismarck felépítményei a számos becsapódás hatására romhalmazzá váltak és a hajó teljes hosszában lángokban állt. A tatja a vízbetörés hatására megsüllyedt és a hajó 20 fokkal megdőlt balra. A Rodney 2700 méterre megközelítette és folytatta a hajó lövetését. Tovey úgy érezte, hogy nem szüntetheti be a tüzelést addig, míg a németek nem vonják be a hadilobogót vagy nyilvánvalóvá nem válik, hogy a hajó elhagyására készülnek. 10:00-ra két csatahajója több mint 700 nehézgránátot (356 ill. 406 mm) lőtt el, közülük sokat nagyon közeli távolságból. Tovey a Bismarck szívósságát látva állítólag keserűen így fakadt ki: "Gyorsan, fussatok és hozzátok ide a darts-os nyilaimat, talán azok el tudják süllyeszteni ezt az átkozott hajót!"
A Rodney kilőtt két torpedót a bal oldali torpedóvető csöveiből és egy elért találatot vélt elérni velük. Ez a találat vitatott, de amennyiben igaz, akkor ez az egyetlen eset, mikor egy csatahajó megtorpedózott egy másikat.

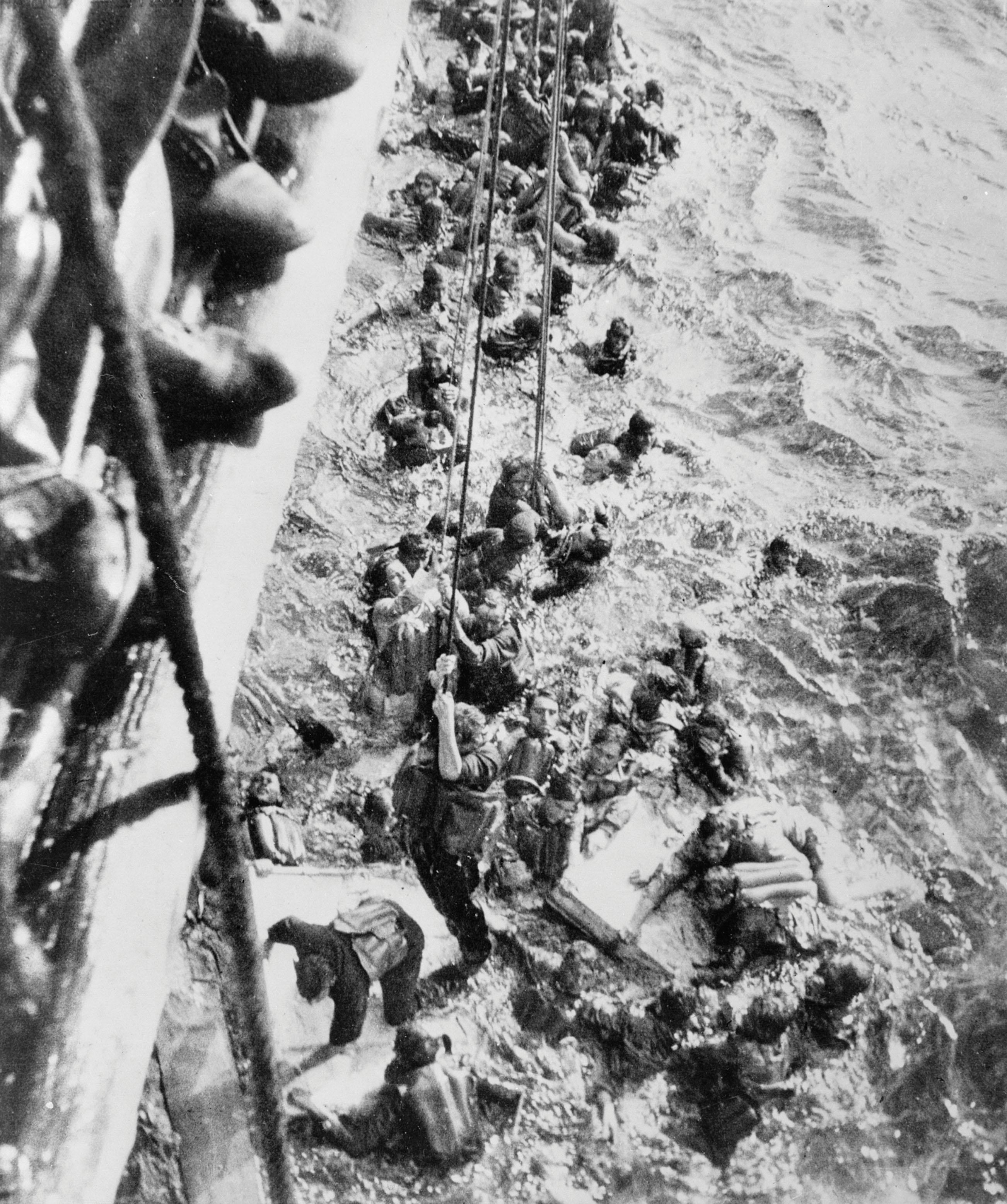
A Dorsetshire túlélőket ment ki a vízből

Miután a Bismarck összes lövege harcképtelenné vált, Hans Oels elsőtiszt utasította a fedélzet alatt tartózkodókat a hajó elhagyására, a géptermekben lévőket pedig a hajó fenékszelepeinek megnyitására illetve az önelsüllyesztéshez szükséges robbanótöltetek előkészítésére. Gerhard Junack főgépész a töltetek 9 perces időzítésre való beállítását rendelte el. Mivel a hangosbemondó rendszere is megsérült és nem volt biztos abban, hogy a parancs mindenhova eljutott, egy embert megbízott azzal, hogy a hajót bejárva terjessze az utasítást. A hírnök többé már nem tért vissza. Junack élesíttette a tölteteket, majd parancsot adott a hajó elhagyására. Bajtársaival hallották a töltetek robbanásának dörejét, ahogy felfelé haladtak a különböző fedélzeteken. Oels elsőtiszt a helyiségeket sietve bejárva szólította fel az embereket a hajó elhagyására. Mikor a fedélzetre ért egy becsapódó lövedék robbanása megölte kb. száz másik tengerésszel együtt. A felső fedélzeten az emberek a nagy lövegtornyok mögött próbáltak fedezéket találni a sűrűn becsapódó lövedékekkel szemben. A hajó elhagyásakor háromszoros Sieg Heil!-t kiáltottak, egyesek elénekelték még a Deutschlandliedet is.
A négy brit hajó összesen több mint 2800 lövedéket lőtt ki a német csatahajóra melyek közül több mint 400 célba talált. A Bismarckot azonban láthatólag nem lehetett ágyútűzzel elsüllyeszteni, ezért 10:20 körül az üzemanyaghiánnyal küszködő Tovey utasította a Dorsetshire cirkálót a Bismarck torpedókkal való elsüllyesztésére, majd a csatahajóival hazaindult. A Dorsetshire két torpedót lőtt ki a Bismarck jobb oldalára melyek közül az egyik célba talált. Ezután megkerülve a csatahajót újabb torpedót lőtt ki a bal oldalára, mely szintén talált. Mikor ezeket a torpedókat útnak indította, a Bismarck a legénysége által robbantott töltetek miatt már olyan mértékben megdőlt, hogy a víz részben már a fedélzetet nyaldosta. Az utolsóként kilőtt torpedó a Bismarck már víz alatt lévő bal oldali felépítményét találhatta el. 10:35 körül a Bismarck felborult és lassan a tatjával előre 10:40-re hullámsírba merült.
A hajót annak felborulásakor elhagyó Junack nem látott vízvonal alatti sérüléseket a hajótest jobb oldalán. Von Müllenheim-Rechberg sem látott sérüléseket itt, de feltételezte, hogy a hajó már víz alatti bal oldala jóval nagyobb mértékben sérült. 400 ember lehetett ekkor a vízben és a Dorsetshire a Maori rombolóval hozzálátott a kimentésükhöz kötélhágcsókat leengedve a távolból feléjük úszó hajótörötteknek, akik egy órányi úszás után értek el a hajókig. 11:40-kor a Dorsetshire parancsnoka elrendelte a mentési akció megszakítását mikor az őrszemek kisebb füstöt észleltek a közelben, melyről elképzelhetőnek tartották, hogy egy tengeralattjárótól származik. A brit hajók teljes gőzzel elhagyták a helyszínt, hátrahagyva a több száz tengerben sodródó hajótöröttet. A Dorsetshire eddigre 85 túlélőt mentett ki, a Maori 25-öt. A helyszínre később érkező német U 74 tengeralattjáró három túlélőt talált és a Sachsenwald meteorológiai hajó is kimentett még kettőt. Az egyik britek által kimentett tengerész másnap belehalt az elszenvedett sérüléseibe, őt hullámsírba temették. A hajó kifutásakor fedélzetén lévő több mint 2200 főből csak 114 maradt életben. John Tovey tengernagy így emlékezett vissza a Bismarck utolsó harcára:
"A Bismarck a leghősiesebb módon vette fel a kilátástalan küzdelmet a nyomasztó túlerővel, méltón a Császári Haditengerészet régi napjaihoz és zászlói még mindig lobogtak midőn a hullámok alá merült."

### Elvesztésének következményei
A Bismarck elsüllyedése után a magára maradt Prinz Eugennek hajtóműproblémái adódtak és kénytelen volt Brestbe hajózni, ahova június 1-én érkezett meg. A bevetés során nem találkozott kereskedelmi hajókkal. A következő napok-hetek során a britek a hadművelet támogatására kiküldött tartályhajók elfogására indítottak akciókat és a kilenc tankerből hét hamarosan a tenger fenekére került. A Bismarck elvesztése érzékenyen érintette a német hadvezetést, mivel ez a hajó tette ki a kapitális hajóik egynegyedét és egyike volt annak a két teljes értékű csatahajónak, melyekkel erős kísérettel ellátott konvojokat is támadhattak volna. A másik oldalon a Hood ellenben egy volt a Royal Navy szolgálatban lévő 16 kapitális hajója közül, azok közül is az egyik régebbi egység volt, így elvesztése a flotta feladatainak elvégzése szempontjából nem okozott akkora problémát.
Bár a radarral felszerelt ellenséges hadihajók nagy veszélyt jelenthettek a portyázó német hajókra, az ilyen bevetéseket a Seekriegsleitung továbbra is szorgalmazta. A nyílt óceánra kifutó hadihajók nagy erőket kötöttek le és ezt az előnyt elég nagynak tekintették ahhoz, hogy lemondjanak róla. Emellett a Bismarck bevetéséből a német vezetés azt a következtetést vonta le, hogy testvérhajója a Tirpitz jó eséllyel szállhat szembe egy olyan konvojjal, melyet egy régebbi csatahajó kísér. Megállapításaik szerint a hadművelet kudarcát a kedvezőtlen időpont és útvonal okozta, ezért a következő hadműveleteket a Dán szorosok és a norvég partok érintése nélkül tervezték indítani, vagy amennyiben mégis Norvégiából került volna sor az indítására, úgy az ide való áthelyezés után még heteket vártak volna, kivárva, hogy a britek figyelme lelankadjon.
Hitler a június 6-ai Raeder tengernaggyal folytatott megbeszélésen úgy ítélte meg, hogy a Barbarossa hadművelet sikere teljesen új helyzet elé állíthatja Nagy-Britanniát és ezért felesleges lenne további kockázatos akciókat végrehajtani az Atlanti-óceánon július közepéig. Közben 1941. július 7-én az Egyesült Államok megszállta Izlandot és fokozta Nagy-Britanniát segítő felderítő tevékenységét, így az Atlanti-óceán megközelítése a Dánia-szoroson keresztül még veszélyesebbé vált volna és így a tartályhajók sem támogathatták már a portyázó egységeket a térségben. Az ily módon megváltozott stratégiai helyzet és az olajhiány végül a Tirpitz Atlanti-óceánon való bevetésének elmaradásához vezetett.
A Szovjetunió elleni háború elhúzódásával nagyobb figyelmet kaptak a Jeges-tengeren haladó konvojok, melyeket a német hadihajók a Norvégia északi részén lévő támaszpontokról is fenyegethettek, ezért ide helyezték át a német felszíni flotta nagy részét, többek között a Tirpitzet is. Innen kiindulva hamarabb elérhették a hajókaravánok útvonalát és emellett a Luftwaffe támogatására is nagyobb mértékben számíthattak. E fejlemények miatt a Rheinübung maradt az utolsó Atlanti-óceánra felszíni hadihajókkal vezetett német hadművelet a háború során.

## A hajó maradványai

### ABismarckmegtalálása
A Bismarckot 1989. június 8-án találta meg a Dr. Robert Ballard vezette mélytengeri kutatócsoport. Ő vezette azt az expedíciót is, mely korábban rátalált a Titanicra. Megtalálásakor a Bismarck egyenesen állt az óceán fenekén 4791 méteres mélységben, mintegy 650 km-re Bresttől nyugatra.
Elsüllyedésének rekonstrukciója szerint átfordulásakor a négy nagy lövegtorony elvált a hajótesttől, mely a hullámok alá merülve ismét eredeti helyzetébe állt vissza, közben sérült tatját, kéményét, valamint az árboctornyot leszakíthatta a rájuk nehezedő nagy közegellenállás. Közel tíz percig tartó útja után a mélytengeri síkságból 1000 méterre kiemelkedő kihunyt víz alatti vulkánon ért talajt kb. 40 km/óra sebességgel, majd annak oldalán egy közel 2 km-es földcsuszamlást idézett elő és orral előre lecsúszott a hegy oldalának kétharmad részén. (lásd: szimuláció)
Ballard vizsgálata nem talált gránát által okozott rést az erősen páncélozott citadella víz alatti részén. Nyolc lyukat számoltak össze a hajótesten: egyet annak jobb oldalán és hetet a bal oldalán – mindet a vízvonal felett. A lyukak egyike a hajóorr jobb oldalán, a fedélzeten található. A sérülés alakjából és szögéből ítélve ez a lövedék balról érkezett és a jobb oldali horgonyláncot találta el. A lánc eltűnt ebben a lyukban. A lyukak közül hat a hajó közepén található. Három repeszdarab áthatolt a felső repeszvédő páncélzaton (felső páncélövön) és egy átlyukasztotta a fő páncélövet. Távolabb hátul, párhuzamosan a katapulttal egy nagy lyuk látható a fedélzeten. A távirányítású tengeralattjárók felvételein nem látható gránátbecsapódás a hajó oldalán, ezért valószínű, hogy a lövedék csak a fedélzet páncélzatát érte és ütötte át.
Nagy horpadások voltak annak a jelei, hogy a King George V 356 mm-es lövedékei lepattantak a Bismarck övpáncélzatáról. Ballard nem talált olyan benyomódásokat, melyek olyan hajók elsüllyedésekor keletkeznek, melyek belsejében volt még levegő. Ilyen esetben ugyanis a víz külső nyomása megroppantja a hajótestet. Ballard azonban kiemeli, hogy a hajótest viszonylag jó állapotban van és tényként állapítja meg a berobbanás (implózió) elmaradását. Ez arra utal, hogy a Bismarck rekeszeit elárasztották a hajó süllyedésekor, ami a túlélők azon beszámolóját támasztja alá, miszerint a saját legénysége süllyesztette el a hajót. Ballard ezt még kiegészíti a következőkkel: "egybenlévőnek tűnő hajótestet találtunk mely viszonylag sértetlenül vészelte át a süllyedést és a [tengerfenéknek való] ütközést". Csapata arra a következtetésre jutott, hogy a hajó elmerülésének oka önelsüllyesztés volt a géptermek fenékszelepeinek megnyitásával a német túlélők beszámolóinak megfelelően. Ballard a roncs pontos helyszínét titokban tartotta, hogy mások ne kezdhessenek sírrablásnak minősülő szuvenírgyűjtésbe a hajóról.
A süllyedés közben a hajó tatrésze leválhatott, mivel azt nem találták meg a roncs közelében és később sem lelték fel. A tatrész nagyjából a torpedótalálat magasságától hiányzik, ami felveti a konstrukciós hiba lehetőségét. A tatrészt több gránát is eltalálta, ami tovább súlyosbította a torpedó okozta sérüléseket. Ez, valamint hogy a hajó farral előre süllyedt, felveti annak a lehetőségét, hogy szerkezetileg nem volt már mi a helyén tartsa a tatot és az emiatt akár már a felszínen leválhatott. 1942-ben a Prinz Eugen nehézcirkáló tatját is torpedótalálat érte, mire az összeomlott. Ezt követően az összes nagy német hadihajón megerősítették a tatot.

### Későbbi expedíciók

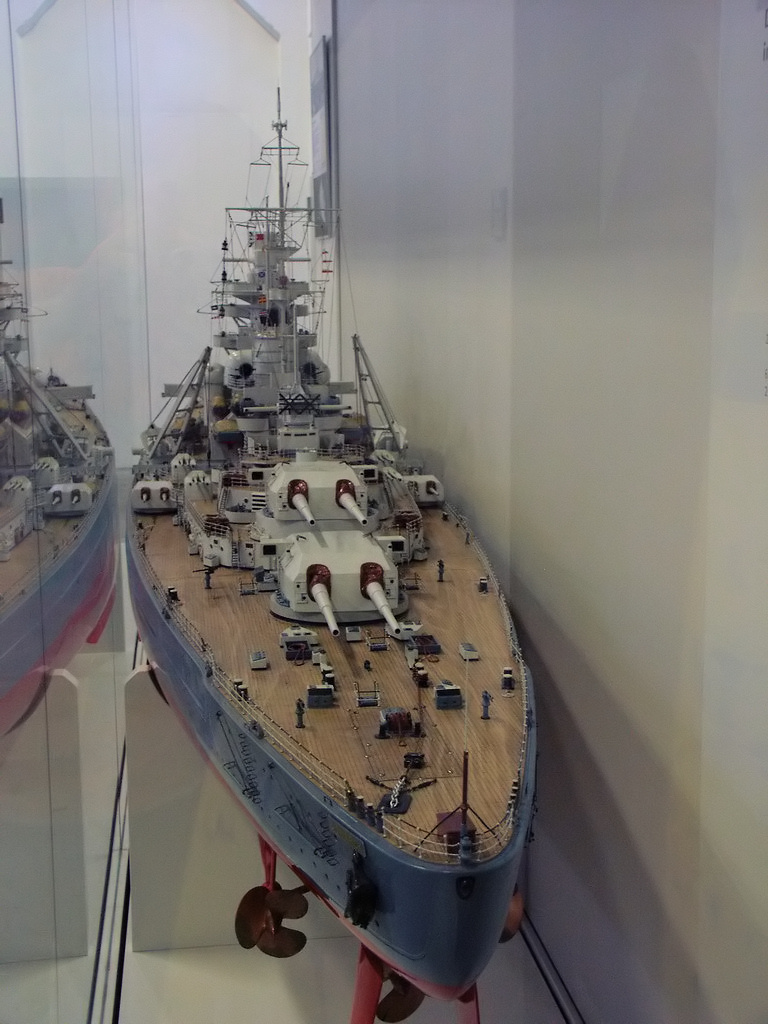
A Bismarck modellje a Drezdai Hadtörténeti Múzeumban

2001 júniusában a Deep Ocean Expeditions társaság a Woods Hole Oceanographic Institution-nel újabb vizsgálatot hajtott végre a hajóroncson orosz gyártmányú mini-tengeralattjárók segítségével. Az eredményeket összefoglalva William N. Lange, a Woods Hole óceanológiai társaság egyik szakértője a következő megállapítást tette: "Nagy számú lövedék ütötte lyuk látható a felépítményen és a fedélzeten, de ennél kevesebb figyelhető meg a hajó oldalán és egy sem a vízvonal alatt." Az expedíció nem talált a fő páncélövön áthatoló gránát okozta sérülést, sem a vízvonal alatt, sem az felett. A vizsgálók számos hosszú bevágást figyeltek meg a hajótesten, de ezek véleményük szerint a tengerfenékre való leérkezéskor keletkezhettek. Az expedíciót a csatahajó két túlélője is elkísérte. Az egyik mini-tengeralattjáró a Blohm & Voss hajógyár emléktábláját helyezte el a hajó parancsnoki tornya előtt.
Egy hónappal később, 2001 júliusában egy brit tv-csatorna által finanszírozott angol-amerikai csoport tett expedíciót a roncshoz. Mivel annak pontos helyét nem hozták nyilvánosságra, a csoport a vulkánt felhasználva tájékozódott, mely az egyetlen ilyen képződmény volt a térségben. Távirányítású víz alatti járműveket, úgynevezett ROV-okat (Remotely operated underwater vehicle) használva a hajótest lefilmezéséhez a csapat arra a következtetésre jutott, hogy a hajó a harcban elszenvedett sérülések miatt süllyedt el. David Mearns, az expedíció vezetője azt állította, hogy súlyos sérüléseket találtak a hajótesten, melyről így vélekedett: "Az az érzésem, hogy ezeket a réseket valószínűleg csak meghosszabbította a [vulkánon való] lecsúszás, de azokat eredetileg torpedók okozták."
A 2002-ben megjelenő, James Cameron részvételével és rendezésével készült dokumentumfilm (Expedition: Bismarck) 2002 május-júniusában kisebb és kormányozhatóbb orosz gyártmányú Mir-tengeralattjárók segítségével forgatott felvételek révén igyekezett rekonstruálni a hajó elsüllyedéséhez vezető eseményeket. Ez volt az első alkalom, mikor a hajótestbe is betekintést nyerhettek a kutatók. A vizsgálataik végén arra az eredményre jutottak, hogy a hajó nem szenvedett el kellő mértékű sérüléseket ahhoz, hogy ezek által süllyedjen el. Ennek oka más nem lehetett, minthogy a saját legénysége süllyesztette el. A közeli vizsgálatok megerősítették, hogy egyetlen torpedó vagy gránát sem hatolt át a hajó belső héján. A belső részek vizsgálatához használt kisméretű ROV-ok felvételei alapján Cameron arra a megállapításra jutott, hogy a torpedók robbanásai nem tudták összezúzni a torpedóválaszfalakat.
A sokszor eltérő vélemények ellenére a szakértők általában egyet értenek abban, hogy a Bismarck elsüllyedt volna akkor is, ha a legénysége előzőleg nem teszi meg ehhez a megfelelő intézkedéseket. Ballard úgy becsülte, hogy a Bismarck még egy napot a felszínen tudott volna maradni azt követően, hogy a britek felhagytak a lövetésével és így a Royal Navy megkaparinthatta volna a hajót.
A kérdésre, hogy a Bismarck elsüllyedt-e volna, ha a németek nem süllyesztik el maguk, Cameron a következőképp válaszolt: "Biztosan. De ez fél napig eltartott volna." Mearns ezt követően megjelent Hood and Bismarck című könyvében elismeri, hogy a hajó az önelsüllyesztés következtében merült a habok alá, de szerinte a legénységének e cselekedete csak pár perccel gyorsíthatta fel az elkerülhetetlent. Ballard később a következő konklúziót vonta le: "Ami az én véleményemet illeti, a britek süllyesztették el a hajót, függetlenül attól, hogy ki tette meg ehhez az utolsó lépést."
Ludovic Kennedy későbbi megállapítása szerint "A britek nem igazán szeretik beismerni [hogy a Bismarckot a német legénység süllyesztette el], mivel szeretik azt hinni, hogy ezt csakis ők egyedül vitték végbe, de ez nem éppen így volt."

## Emlékezete

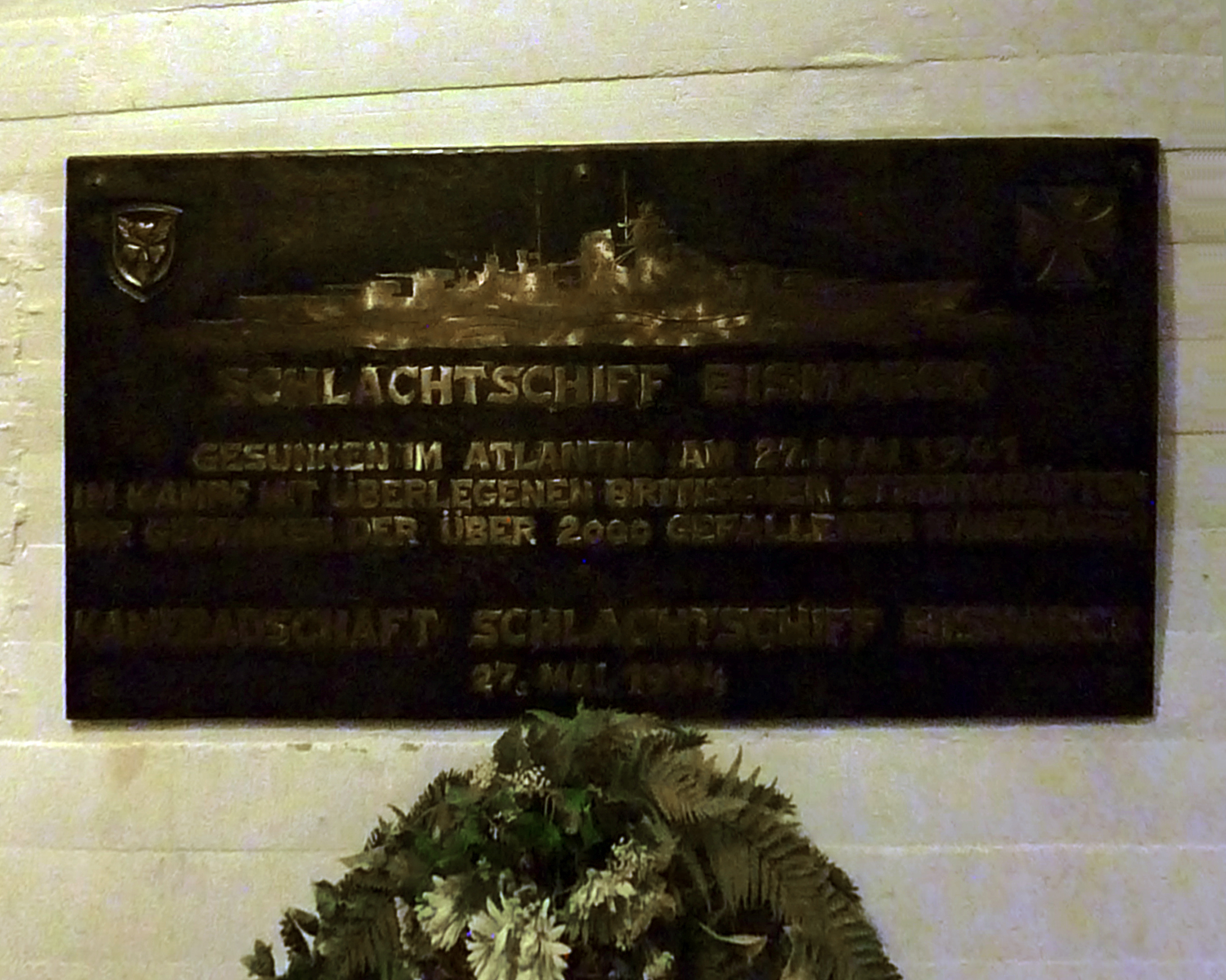
Emléktábla Laboe-ben

A Bismarck nevét háromszor említették a Wehrmacht jelentéseiben a Rheinübung kapcsán. Először a Dánia-szorosban lezajlott csata után adtak hírt a győzelemről, másodszor a hajó elvesztését adták hírül röviden, majd egy harmadik alkalommal túlzó jelentést adtak ki arról, hogy a csatahajó elsüllyesztett egy rombolót és légvédelme lelőtt öt repülőgépet. (Ezeket a veszteségeket a britek valóban elszenvedték a Bismarck elleni hadműveletek kapcsán, de egyiket sem közvetlenül a német csatahajó behatására.) 1942 szeptemberében Hitler hozzájárult, hogy a Nauticus című tengerészeti évkönyvben a csatahajó legénységére és a flottaparancsnokra emlékező cikk jelenjék meg (lásd itt).
Közel két évtizeddel az események után számos a Bismarck történetével foglalkozó sajtótermék látott napvilágot. 1958-ban Alistair MacLean írt novellát a Bismarck bevetéséről The Sinking of the Bismarck címmel, majd C. S. Forester 1959-ben publikálta Last Nine Days of the Bismarck című könyvét, mely alapjául szolgált a következő év során megjelenő Sink the Bismarck mozifilmnek. A film Németországban Die letzte fahrt der Bismarck címmel került vászonra. A drámai hatás fokozásának kedvéért a filmben a Bismarckkal elsüllyesztetnek egy rombolót és lelövetnek két repülőgépet. Szintén 1959-ben jelentette meg Johnny Horton Sink the Bismarck című dalát. 1960-ban az amerikai Homer & Jethro szerzőpáros paródiát készített a dalhoz We didn’t sink the Bismarck címmel. 1961-ben a brit Combat magazin jelentetett meg egy képregényt az 1941 májusi eseményekről.
Maradványainak 1989-es megtalálása után ismét nagyobb figyelem fordult a Bismarckra, rövid pályafutásának történetével és műszaki elemzésével kapcsolatban rendszeresen jelennek meg publikációk. Mivel nemzetközi vizeken süllyedt el, jog szerinti tulajdonosa a német állam. Németország a roncsot hadisírrá nyilvánította és tárgyakat a felszínre hozni, valamint expedíciókat a hajó belsejébe tenni csak a német állam hozzájárulásával lehet.
2019 májusában a történelmi témákat feldolgozó Sabaton metalegyüttes Bismarck címmel adott ki kislemezt.

## Függelék

### Adolf Hitler vízrebocsátáskor mondott beszéde
„A hat évvel ezelőtti hatalomátvétellel megkezdődött a német védelmi erő [Wehrmacht] újrafelállítása. Ennek a lét biztonságát kell nyújtania a birodalomnak, és lehetővé kell tennie a vezetésnek, hogy a nemzet jogos érdekeit sikeresen képviselje. A háború legélesebb eszközeként a békét valós igazságossággal kell oltalma alá vennie és annak megvédelmezését segítenie.
A német hadsereg felállításával, az új légierő megteremtésével párhuzamosan zajlik egy az igényeinknek megfelelő haditengerészet újjáépítése. A húsz évvel ezelőtt, a több mint négy éven át folytatott dicsőséges harc után a tengerbe süllyesztett flotta sorsa minket németeket még ma is szíven talál. Újbóli felállítását a nemzetiszocialista Németország különleges együttérzéssel és szeretettel hajtja végre.
A [jelenlegi] körülmények közt vállalható és ezért a német-angol flottaszerződésben elismert korlátozása a nagy hadihajóknak a névválasztáskor avval az érthető kívánsággal való kompromisszumra kényszerít, hogy a flotta saját tradíciójának valamint a követelményeknek, melyeket az új védelmi erők [Wehrmacht] helyzete a nép és nemzetiszocialista állam iránt ered, eleget tegyünk. Ebből fakadóan a flotta nagy egységeinek neveivel csak korlátolt terjedelemben méltathatjuk történelmünk azon férfiúit, akik teljesítményük alapján jogosultak lennének a nemzeti munka és érzés ily hatalmas művei által való megtiszteltetésben, vagy akik egyszer már német hajók révén megörökítve lettek, a tradíció okán kiérdemelték az újbóli névadást.
Ennek megfelelően az új haditengerészet két első csatahajója két olyan katona nevét kapta, akik Poroszország legnagyobb megaláztatása idején vállalkoztak arra, hogy a népi hadsereg gondolatát megvalósítsák és ennek segítségével a külső szabadság visszaállítását kiharcolják. A Scharnhorst és Gneisenau nevek emellett a haditengerészet történetében is a dicsőséges hősi harc jelképei lettek.
Most itt van előttünk az első óriása a 35 000-tonnás csatahajókból álló új hajórajnak. A vízrebocsátás, mely néhány percen belül megtörténik, a Nagynémet Birodalomban zajlik.
Kimondhatatlan mély összeomlás és széthullás után emelte magasba a nemzetet a nemzetiszocializmus és ért el hatalmas bel- és külpolitikai sikereket. De úgy hiszem épp ezen időszak kötelez arra, hogy legnagyobb köszönettel megemlékezzünk azokról, akik egykori munkájukkal biztosították az előfeltételeket a mai nagyobb Németország számára.
Mindazon férfiak között, akik magukat szintén az új Birodalom előkészítőinek tarthatnák, egy valaki messze kimagaslik mindegyik közül: Bismarck.
E hősi férfi élete a kora története. Abban az évben, mikor a Poroszország és Németország legnehezebb iga alóli felszabadulásából fakadó öröm lecsengőben volt és kezdett a legkiválóbb németek azon nyomasztó aggodalmával keveredni, hogy a német nemzet hőn áhított szabadságának megvalósulása elmarad egy még csak vizionált új német birodalomban, született egy fiúgyermek. Harminchárom évvel később von Bismarck néven képviselőként egy forradalmian mozgolódó, céljaiban idealisztikus, az eszközeiben összekuszált korszak közepén lépett először egy őrá figyelmet fordító környezet látókörébe.
Két évvel később porosz küldöttként tűnik fel a frankfurti birodalmi gyűlésen. Tizenegy év múlva egy karakteres király jelöli ki Poroszország vezetésére és a külügyek irányítására. És alig nyolc év alatt bekövetkezik Poroszország felemelkedése a Habsburg politika árnyékában játszott másodrangú szerepből Németország vezető hatalmává válva, és végül megkoronázásként egy új Német Birodalom megalapítása.
Ez nem az idő hozadéka volt, mint ahogy azt később az együgyűek állították, vagy a korszak történéseivel járt, hanem ez egy istenadta tehetségű egyszeri jelenség munkálkodásának az eredménye volt.
És ez a harc egy új Német Birodalomért harc volt minden elképzelhető belső erővel szemben és annak ellenállásával szemben is. Liberálisok és demokraták gyűlölik a junkert.
A konzervatívok 1867 után kérik a királyt, hogy szabaduljon meg ettől a megrontó újítótól, forradalmártól és Poroszország megsemmisítőjétől. Egyházi politikusok olyan birodalmi hatalmat szimatolnak benne, mely számukra elátkozott, és ezért kétségbeesett állhatatossággal küzdenek ellene. A marxizmus számára egy olyan társadalmi rend stabilizátoraként tűnik fel, mely végül arra vállalkozik, hogy a szociális problémákat a világ lángba borítása nélkül oldja meg. A merev, kis dinasztiák egoizmusa összekapcsolódik a hatalomvágyó tartományi politikusok érdekeivel, a féktelen képviselők becsvágya mozgósítja a sajtót és felhecceli a népet. Intrikákkal teli női szobák kényszerítenek idegőrlő harcra az udvari kamarillákkal. Egymás után emelkednek fel a nullák [értéktelen emberek?] a korszak egyetlen géniusza előtt. Ez egy hatalmas küzdelem, melyet talán csak az mérhet fel, aki maga is az ellenkezések eme világában volt kénytelen fellépni.
Amit mi ezen a ritka férfin csodálunk, az a szintúgy nagy belátása és bölcsessége valamint hatalmas eltökéltsége, ami minden gyáva kitéréstől megóvta. Háromszor adta kezébe a kardot a kötelességtudat azon problémák megoldásához, melyek szent meggyőződése nem voltak megoldhatók a többség döntése alapján. Ami azonban minden németet kitörölhetetlen köszönetre kötelez, az az a változás, amit ez az óriás saját magán végrehajtott.
A belső fejlődése révén a porosz politikusból a német birodalom összekovácsolójává válva nem csak a birodalmat hozta létre, hanem megteremtette a mai Nagynémetország felállításának előfeltételeit. De ezzel minden akadály ellenére a mai nemzetiszocialista egységállam alapkövét is lefektette. Mivel elindította a pszichológiai alapú törzsi és tartományi előítéletek, érdekek szükségszerűen folytatódó túlhaladását.
Ott, ahol azonban a harca nem hozott sikert, ott kudarcra volt ítélve, mivel nem állt rendelkezésére a megfelelő eszköz a harc legvégső konzekvenciáig való viteléhez. A politikai centrumpapsággal szembeni ellenállása belülről éppúgy meg volt bénítva, mint ahogy az a próbálkozása, hogy a marxizmust minden eszközzel kiirtsa a német népből. Annak a szükségszerűségnek a felismerése, hogy a kor tisztán szocialista [szociális?] problémáit az állam részéről oldja meg egy nagy szociális törvénycsomaggal, csodálatra méltó volt, egyedül csak a propagandisztikus keresztülvitelének lehetőségeit érintő elképzelések – és mindenek előtt –, azok a világnézeti alapokon nyugvó eszközök hiányoztak számára, melyek e harc hosszú távon való sikeres lezárását eredményezhették volna. Ebből következett az a tény, hogy ez a férfi a géniuszának és karakteres, bátor tartásának köszönhetően korának minden állami problémáját meg tudta oldani az akkor rendelkezésre álló állami eszközök segítségével, viszont az a kísérlete, hogy az államfeletti erőket állami eszközökkel leküzdje vagy éppen meg is törje, nem vezethetett sikerre.
A Második Birodalom úgy végezte be, ahogy az ő kínzó sejtelmeiben felderengett. Ő, akinek a német nemzet mindent köszönhetett, ő, aki az időtlen időkig tartó német megalázottságból és szégyenből nemzetünk nevének ismét a legnagyobb tiszteletet vívta ki, ami a Császárságnak hatalmat és erőt, a gyarmati birtokok révén világszerte kapcsolatokat adott, rosszul lett megfizetve.
A hivatalból való eltávolítása és bizonyos politikailag ellenséges körök későbbi magatartása a nemzeti hálátlanság egyik gyalázatos fejezete.
A gondviselés igazságosabbnak mutatkozott, mint az emberek. Fejedelmek és dinasztiák, politizáló centrumpapság és szociáldemokrácia, liberalizmus, tartományi parlamentek és a birodalmi gyűlés pártjai már nincsenek többé. Mindezek, amik e férfi történelmi küzdelmét olyannyira megnehezítették, csak néhány évtizeddel élték túl őt. A nemzetiszocializmus azonban a mozgalmában és a nemzeti közösségben létrehozta azokat a szellemi, világnézeti és szervezeti elemeket, melyek alkalmasak a birodalom ellenségeit mostantól és mindörökké elpusztítani.
A nemzetiszocialista forradalom utáni hatodik évben, a mai napon élhetjük meg az új flottánk harmadik és legnagyobb csatahajójának vízrebocsátását. A német nép vezetőjeként [Führereként] és a birodalom kancellárjaként nem tudnék jobb nevet adni neki, mint ama férfiét, aki valódi lovagként félelem és kivetnivalóság nélkül megteremtője volt annak a Német Birodalomnak, melynek újjászületése a legnagyobb szükségből [következett be] és melynek csodálatos gyarapodását a gondviselés immár megengedi.
Német konstruktőrök, mérnökök és hajógyári munkások teremtették e büszke óriás hatalmas hajótestét a tengerre. A német katonák és tisztek, akiket az a megtiszteltetés ér, hogy e hajón szolgálhatnak, legyenek mindig méltók a névadójához! Szálljon át rájuk a vaskancellár szelleme, kísérje minden cselekedetüket a békeidőkben tett boldog útjaikon, vagy ha azonban arra valaha szükség lenne, előttük ragyogva buzdítsa őket a legnehezebb kötelességteljesítés óráiban!
E forró kívánsággal üdvözli a német nép az új csatahajóját, a Bismarckot!”

### Ernst Lindemann szolgálatba állításkor mondott beszéde
Az alábbi rész Ernst Lindemann sorhajókapitánynak, a csatahajó parancsnokának a szolgálatba állítási ünnepségen, 1940. augusztus 24-én 12:00-tól mondott beszédét tartalmazza. A szöveg a KBismarck.com oldalon fellelhető angol nyelvű szöveg fordítása. A benne felszabadító háborúkként megadott időszak a napóleoni idők francia megszállásai és annexiói elleni küzdelemre vonatkozik. A hajó vízrebocsátásakor Németország még nem állt hadban, de a szolgálatba állításakor már túl volt a sikeres nyugati hadjáraton is. Ennek megfelelően Lindemann már nyíltan a világ legnagyobb csatahajójaként említi a Bismarckot, melynek vízkiszorítása meghaladta a hivatalosan engedélyezettet.

„Bismarck katonái!

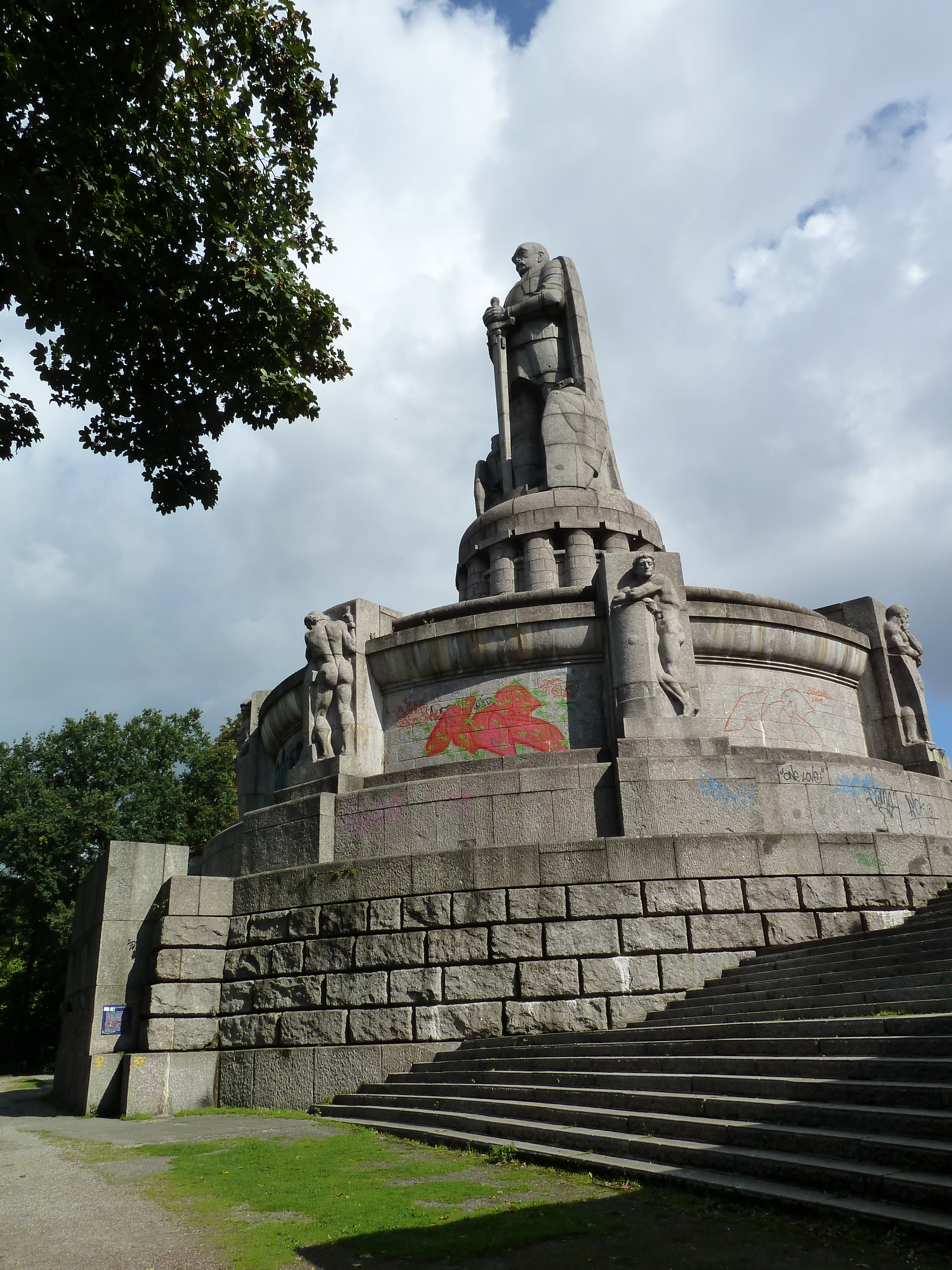
Bismarck kancellár hamburgi emlékműve nyugati irányba, a kikötő felé néző szoborral

A német nemzet és Birodalom ezeréves történelmét vassal és vérrel írták. Csaknem minden generációnak a kardhoz kellett nyúlnia, hogy megharcoljon a Birodalom és a nemzet létjogosultságáért vagy megoltalmazza létét az ellenséges szomszédjaival szemben. Minket ismét szólít a szabadságért, a nemzetünk és az Adolf Hitler által létrehozott Nagynémet Birodalom létéért folyó nagy küzdelem. A felszabadító háborúk nagy költőit idézve:
Csak a vas menthet meg minket.
Csak vér szabadíthat fel minket.
Ma nekünk adatott és ránk bízatott egy új és félelmet keltő, vasból és acélból készített fegyver, az új hajónk. A mai napon életre kelti a fiatal legénységünk, mely a vasat és a vért a kötelességnek és meggyőződésnek erőteljes szimfóniájává képes egyesíteni, és vasakaratú odaadással, férfias eréllyel és harci szellemmel a legmagasabb katonai célokat kell elérje.
A hajónk, ahogy a mai naptól kezdve nevezhetjük, a legnagyobb, legerősebb és legjobb csatahajó melyet valaha vízrebocsátottak egy német vagy bármely külföldi hajógyárban. Büszkeséget és hálát érzünk azért, hogy minket választottak ki a német tengerészeti újrafegyverkezés e félelmetes erejű eszközének megépítőinek kezéből való átvételére. Több mint négy éven át Németország számos tartományából származó tervezők, gépészek és munkások, és különösképpen e nagy hajógyár dolgozói, járultak hozzá és dolgoztak az értelmük és karjuk erejével, tudásukkal a munkájuk büszke bizonyítékának befejezésén, ezáltal a német tengerészek számára egy felülmúlhatatlan harci képességekkel és állhatatossággal bíró csatahajót előállítva. Mi, e hajó legénysége, mindannyiótoknak szívünk mélyéből köszönetet mondunk e nagyszerű műremekért. Azzal az ünnepélyes fogadalommal vesszük át tőletek, hogy mostantól gondoskodásunkban, szeretetünkben és odaadásunkban lesz része.
„Korunk nagy kérdéseit nem csak beszédekkel és a többség szavazattöbbségével, de vassal és vérrel is döntésre viszik.” Bismarck, a Második Német Birodalom megteremtője, a vaskancellár e szavakat 80 évvel ezelőtt egy értelmetlen [résztvevőkből álló] kongresszusnak címezte. Ő, aki a saját nevét adta ezen korszak egésze számára, ö a mi büszke hajónk névadója. Itt Hamburgban láthatjuk e nagy ember fenséges szobrát, mely az Elba folyón pillant le ránk alig néhány mérföldre e keresztelő helytől, ahol a Szászország erdeiből származó „Öreg Férfi” végső nyughelyét lelte. A lelkületét és örökségét különösen átérezzük most. Ezennel a születő Harmadik Birodalom oltalmazóinak jelentkeztünk, hogy karddal, vassal és vérrel védjük meg és harcoljunk azért, amit Bismarck herceg elkezdett és amit a Führer, Adolf Hitler megmentett és visszahozott a mély szakadékból: a Német Birodalom és Nemzet egységét és erejét. Büszkeséggel és hódolattal érezzük át a kötelességünket a világ legújabb és legerősebb csatahajójának legénységeként, mely a "BISMARCK" nevet viseli. Az általam most végrehajtásra kerülő szolgálatba állításhoz nem tudok jobb mottót idézni a hajónak és legénységének, mint Schiller szavait, melyek a kancellár legkedvesebb verssorai voltak:
Ha nem teszed kockára életed,
Az életet nem lesz érdemes megélni
[Ekkor a Holländischer Ehrenmarsch dallamai mellett felvonták a Kriegsmarine zászlaját és a parancsnoki lobogót, majd Lindemann folytatta beszédét.]
Bajtársaim! A "BISMARCK" csatahajó ezennel szolgálatba állt. A mai nap folyamán erről értesíteni fogják a Führert. Emlékezzünk most a hajónk vízrebocsátásakor mondott beszédének utolsó mondataira, melyek így hangzottak:
”A német katonák és tisztek, akiket az a megtiszteltetés ér, hogy e hajón szolgálhatnak, legyenek mindig méltók a névadójához! Szálljon át rájuk a vaskancellár szelleme, kísérje minden cselekedetüket a békeidőkben tett boldog útjaikon, vagy ha azonban arra valaha szükség lenne, előttük ragyogva buzdítsa őket a legnehezebb kötelességteljesítés óráiban!
E forró kívánsággal üdvözli a német nép az új csatahajóját, a Bismarckot!”
Bajtársaim, az, amit a Führer évekkel ezelőtt csak megjósolni tudott, most valósággá vált. Már most számos ellenfelünk legyőzetett és elpusztítatott a fegyveres erőink dicsőséges tettei által. Csak egy, a fő ellenségünk, Anglia maradt. Ezennel megfogadjuk, hogy Nagynémetország becsületére fogunk cselekedni, melynek történelmi nagysága a hajónk nevében is megtestesül, és méltónak bizonyulunk a Führer szavaira és teljesítjük parancsait. E fogadalmat a következő szavakban foglaljuk össze:
Führer parancsolj, mi engedelmeskedünk!
Adolf Hitlerre, Führerünkre és főparancsnokunkra, Sieg Heil!”

Az átadási ceremónia végén a zenekar a himnuszt (Deutschlandlied), a Horst Wessel-indulót és az Englandlied utolsó versszakát játszotta el.

## Fordítás
- Ez a szócikk részben vagy egészben  a   German Battleship Bismarck című angol Wikipédia-szócikk ezen változatának fordításán alapul.  Az eredeti cikk szerkesztőit annak laptörténete sorolja fel. Ez a jelzés csupán a megfogalmazás eredetét és a szerzői jogokat jelzi, nem szolgál a cikkben szereplő információk forrásmegjelöléseként.
- Ez a szócikk részben vagy egészben  a   Bismarck (Schiff, 1939) című német Wikipédia-szócikk ezen változatának fordításán alapul.  Az eredeti cikk szerkesztőit annak laptörténete sorolja fel. Ez a jelzés csupán a megfogalmazás eredetét és a szerzői jogokat jelzi, nem szolgál a cikkben szereplő információk forrásmegjelöléseként.

## Internetes források
- Antonio Bonomi: The Denmark Strait Battle, May 24th 1941
- Broad, William J.. „Visiting Bismarck, Explorers Revise Its Story”, New York Times , 2002. december 3. (Hozzáférés: 2011. június 16.)
- A Marine Forensic Analysis of HMS Hood and DKM Bismarck, 2002. [2011. július 28-i dátummal az eredetiből archiválva]. (Hozzáférés: 2012. október 31.)
- William Jurens, William H. Garzke, Robert O. Dulin, John Roberts, Richard Fiske: A Marine Forensic Analysis of HMS Hood and DKM Bismarck Archiválva 2017. november 7-i dátummal a Wayback Machine-ben, SNAME Transactions, Vol. 110, 2002, 115-153. o. (előbbi forrás PDF-ben)

## Kapcsolódó magyar nyelvű irodalom
- Ludovic Kennedy: Óriások csatája; ford. Balabán Péter; Európa Kiadó, Budapest, 1983 ISBN 963-07-2866-4
- Miloš Hubáček: Lángoló óceán, Kossuth–Zrínyi, 1978
- Alistair MacLean: Hajtóvadászat, Lap-ics, 1994 (novellagyűjtemény)
- Gulyás Géza: Vadászat a Bismarck csatahajóra, Kard és Toll, 2006/1., 163-180. o.)
- Izolde Johannsen (2017) Gránátok a becsületért Archiválva 2020. augusztus 13-i dátummal a Wayback Machine-ben Budapest, Underground Kiadó ISBN 978-963-12-8473-7

## További olvasmányok
- Ballard, R. (1990). The Discovery of the Bismarck. New York, NY. Warner Books Inc. ISBN 978-0-446-51386-9
- Ballard, Robert D.. The Bismarck Found, 622-637. o. (1989. november 1.). OCLC 643483454
- Nathan Okun: Armor Protection of the Battleship Bismarck, (1991. június 9.)
- Robert J. Winklareth: The Not-So-Mighty Bismarck[halott link], Naval Institute Magazine, 2017 december, 20-22. o.

## Linkek
- KBismarck.com – The Battleship Bismarck (angol)
- dieBismarck.de – Információk a Bismarck legénységéről (német)
- Bismarck-class.dk – Információk a Bismarck-osztály egységeiről (angol)
- Photos of the Wreck of Battleship Bismarck – 2001 júliusi expedíció fotóanyaga (angol, Channel 4, 2001. július)
- Schlachtschiff.com / Schlachtschiff Bismarck (német)
- German-Navy.de – (angol)
- Bismarck-Klasse Archiválva 2017. december 18-i dátummal a Wayback Machine-ben – Információk a Bismarckról a waffenhq.de oldalon
- Bismarck-képgaléria

## Dokumentumfilmek
- Hogyan süllyesztette el a Bismarck az HMS Hoodot?, (2012, magyar)
- A Bismarck elsüllyesztése (National Geographic 2010, magyar)
- Hunt for the Bismarck (History Channel 2007, magyar)
- Hunt for the Bismarck (angol)
- Das letzte Gefecht der Bismarck (német)
- Die Bismarck – Mythos unter wasser (német)
- Versenkt die Bismarck – Verdammte See (német)
- The Battle of Hood and Bismarck, 1. rész: The Mighty Hood, 2. rész: Sink the Bismarck (angol)
- Mega disasters – The Bismarck (angol)
- Nazi Supership (angol)
- Expedition Battleship Bismarck (James Cameron-féle mélytengeri expedíció, 2002 – angol)
- Search For Battleship Bismarck (National Geographic Video, 1995 – angol)
- Die Todesfahrt der Bismarck (ZDF History 2009, német)
- The Maiden Voyage of the German Battleship Bismarck (David Mearns vezette brit expedíció 2001, angol)
- Expedition: Bismarck. (Discovery 2002, 92 perc – James Cameron féle expedíció)
- Die Todesfahrt der Bismarck (ZDF, német)
- Who sank the Bismarck, (National Geographic, 2010)
- Der Untergang der Bismarck

Archív felvételek
- Vízrebocsátás (Hamburg, 1939. 02. 14.)
- Filmfelvétel a Rheinübung hadműveletről – A Prinz Eugenről készített filmfelvétel, benne felvételek a Bismarckról a Dánia-szorosban vívott ütközet során (némafilm)
- A Dánia-szorosban vívott ütközet bejelentése a német rádióban – 1941. május 24.
- After the Bismarck (felvételek a csatahajó utolsó harcáról egy brit filmhíradóban, British Pathé, 1941)

Megfilmesítés
- Sink the Bismarck (20th Century Fox, 1960, angol); Die letzte Fahrt der Bismarck (a film német szinkronnal)

Zene
- Johnny Horton: Sink the Bismark (1959)
- Homer & Jethro: We Didn't Sink the Bismark (1960)
- Sabaton: Bismarck (2019)